# Franz Schäffler
Franz Schäffler (* 5. März 1848 in Stuttgart; † 14. Januar 1919 in Uhingen) war ein deutscher Architekt und Mitbegründer der ersten gemeinnützigen Wohnungsbaugenossenschaft in Württemberg. Viele seiner noch heute existierenden Bauten sind in die Liste der Kulturdenkmale in Esslingen am Neckar aufgenommen worden.

## Leben
Franz Schäffler war ein Sohn von Franz Schäffler sen. und dessen Ehefrau Katharine Schäffler geborene Lieb. Er heiratete am 20. November 1882 in Horb am Neckar Magdalene geborene Maier. Am 20. November 1883 kam der Sohn Franz in Esslingen zur Welt, der ebenfalls Architekt wurde und am 1. März 1974 starb. Ihm folgte der zweite Sohn Paul.
1882 eröffnete Franz Schäffler ein Architekturbüro in Esslingen, das 1913 von seinen beiden Söhnen übernommen wurde.
1890 war Schäffler maßgeblich an der Gründung des Bau- und Sparvereins beteiligt, der heutigen Baugenossenschaft Esslingen eG. Da Wohnraum, besonders für Arbeiter, teuer war, sollte der Bau- und Sparverein Abhilfe schaffen. Unter seiner Leitung entstand so bezahlbarer Wohnraum besonders für kinderreiche Arbeiterfamilien.

„Daß Wohnungsnot in Eßlingen vorhanden sei, namentlich Mangel an zweckmäßigen, gesunden und billigen Arbeiterwohnungen mit 2 – 3 Zimmern samt Zubehör, wird allgemein anerkannt.“

In der Generalversammlung am 27. September 1890 wurde Schäffler zur weiteren Ergänzung des Vorstands und „zur Beratung in Bau- und Finanzsachen“ auf Vorschlag der Versammlung zunächst als Schriftführer gewählt. Das Amtsgericht bestätigte die vier gewählten Vorstandsmitglieder im selben Jahr. In der Sitzung vom 22. Dezember 1890 wurde Schäffler als Stellvertreter vorgeschlagen. Er übernahm zudem die Führung des Protokollbuchs für den Vorstand sowie die Bekanntmachungen des Vereins. Von 1919 bis 1931 baute sein Architekturbüro für den Bau- und Sparverein die Wohnsiedlung Lindenhof in Oberesslingen.
Franz Schäffler beteiligte sich als Investor gewinnbringend an der raschen Expansion Esslingens, indem er Grundstücke erwarb und Wohngebäude errichtete, die noch während der Planungszeit oder nach Fertigstellung an private Eigentümer verkauft wurden. Bevorzugt griff er auf Elemente aus dem Formenvokabular der „deutschen Renaissance“ zurück. Er verwendete und kombinierte dabei auch Zitate des Barock und des Klassizismus sowie Fachwerk. Er beteiligte sich 1908 an der Württembergischen Bauausstellung in Stuttgart.

„Herr Schäffler hat eine Anzahl Miethäuser ausgestellt, bei denen besonders der praktische Grundriss, die gewandte Ausnutzung des Raumes hervorzuheben ist.“

„Von Eßlinger Architekten haben die Herren Falch, Weith und Schäffler Pläne und Photographien ausgestellt. Sie gehören nicht zu den Stürmern und Drängern, es läßt sich bei ihnen eher ein zähes Festhalten am Alten nachweisen. Während man aber bei den Jungen vielfach den Eindruck einer gewissen Unsolidität in der Ausführung bekommt, drängt sich einem hier der Gedanke auf, das ist solide richtige Arbeit.“

Seine Bauten werden als „Visitenkarte und Muster Esslinger Villenbaukunst um 1900“ bezeichnet. Nach Franz Schäffler wurde eine Straße in seiner Heimatstadt Esslingen benannt, die um 1900 als ehemalige Privatstraße zum Eigenheim des Architekten entstand. Im Entwurf zur Liste der Kulturdenkmale von Oktober 1981 wird die Benennung der Straße als Beleg für die „herausragende Bedeutung“ Schäfflers und „die Verankerung seiner Person im Bewußtsein der einheimischen Bevölkerung“ gesehen. Schäffler sei der einzige Architekt des 19. Jahrhunderts, dem eine Straßenbenennung gewidmet wurde.

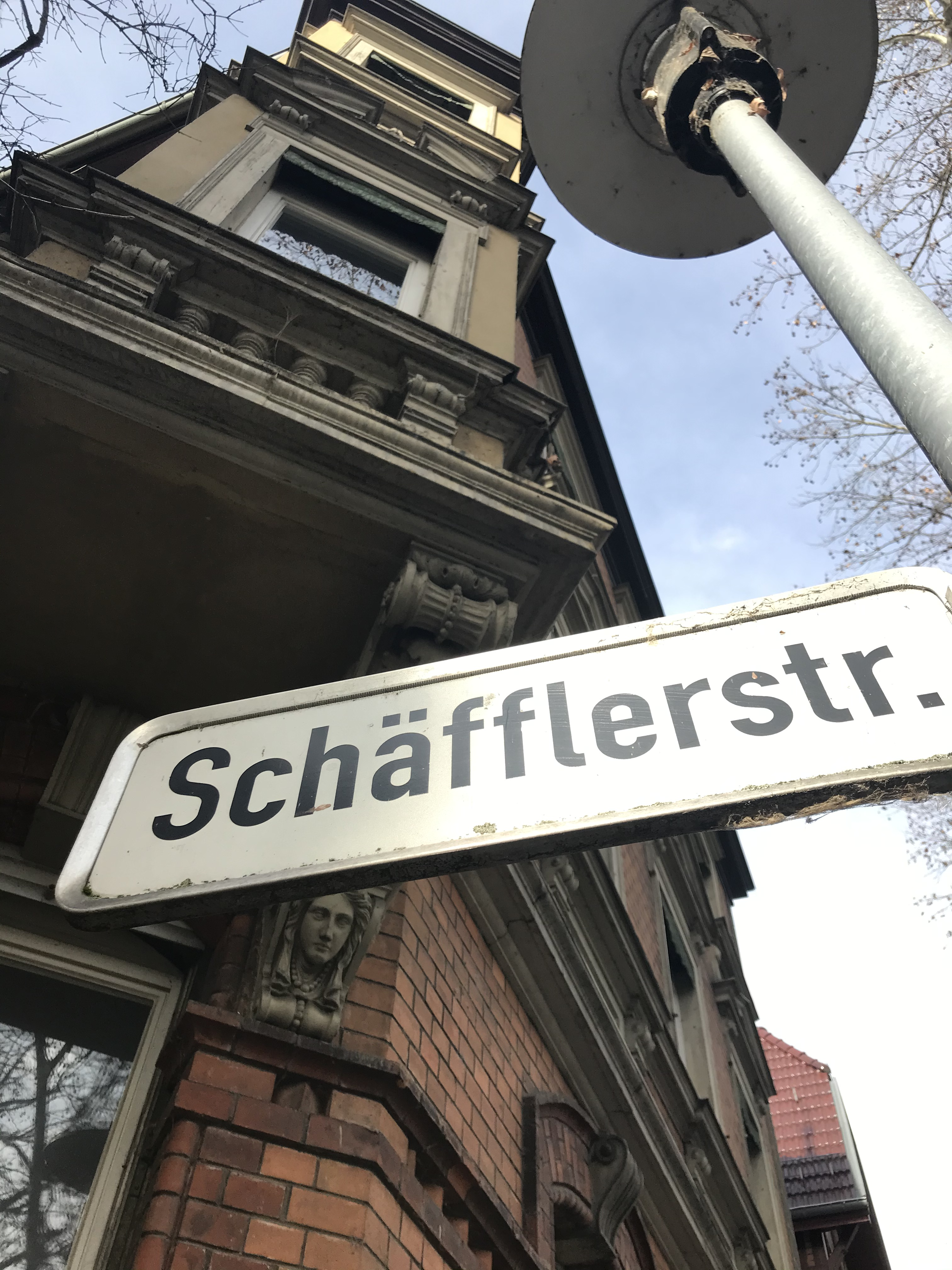
Straßenschild Schäfflerstraße

Nach längerer schwerer Krankheit starb Franz Schäffler im Jahr 1919 mit 70 Jahren, ein Jahr nachdem er seinen Vorstandssitz im Bau- und Sparverein abgegeben hatte. Er wohnte bis zu seinem Tod in seinem von ihm entworfenen Haus Schäfflerstraße 7 in Esslingen.

## Erhaltene Bauten und Umbauten
- Altenbergweg 24 (Esslingen-Mettingen): Im Jahre 1910 für den Fabrikanten Eugen Kielmeyer erbautes zweigeschossiges Wohnhaus. Für die Entstehungszeit typisch sind der zweigeschossige Eingangsvorbau, der im Erdgeschoss als offener Bogengang gestaltet ist, sowie der Fenstererker im 1. Obergeschoss sowie das Zwerchhaus.[1]
- Bahnhofstraße 1: Im Jahre 1898 im Stil der Neorenaissance für den Brauereibesitzer und Reichstagsabgeordneten Hermann Brodtbeck entworfenes Wohn- und Geschäftshaus. Ab 1901 befand sich im Erdgeschoss das Café Geiger, das fast hundert Jahre lang existierte. In den Obergeschossen ist die historistische Ausstattung erhalten geblieben. Repräsentative Gestaltung mit Rundbogenfenstern im Erdgeschoss, geschossweise wechselnden Fensterverdachungen und pilastergeschmückten Erkern an den abgeschrägten Gebäudeecken. Während sich in den Obergeschossen die Grundrissaufteilung in je zwei Wohnungen sowie die historische Ausstattung (Treppenhaus, Türen, Lambris, Stuckkehlen) erhalten haben, war das Erdgeschoss ursprünglich für vier Ladenlokale ausgelegt.[1][12]
- Bahnhofstraße 32: 1894 zusammen mit Paul Weißinger für den Apotheker Wilhelm Häberlen und den Kaufmann Fritz Schumann erbautes dreigeschossiges Eckhaus. Die abgeschrägte Ecke ist durch einen Staffelgiebel betont, der durch zwei Rundtürme gerahmt ist und Balkone mit schmiedeeisernen Brüstungen aufweist. Das Erscheinungsbild lebt von der Verwendung von verschiedenartigen Ziegeln und Werkstein und ist in der Ladenzone abwechslungsreich gestaltet.[1]
- Blarerplatz 3: Im Jahre 1913 Umbau eines wohl schon vorhandenen Ladens, von dem heute noch die Schaufenstereinteilung und die Rahmungen erhalten sind.[1]
- Blumenstraße 33: 1898/99 für Jakob Bienz errichtetes Eck-Wohnhaus. Während das Erdgeschoss in den ersten Jahrzehnten verpachtet und als Café genutzt wurde, dient das gesamte Gebäude heute ausschließlich Wohnzwecken. Das Erdgeschoss ist in massiver Ziegelbauweise gestaltet. Kontrastierend dazu die beiden Obergeschosse sowie die Zwerchhäuser des ausgebauten Dachgeschosses in Fachwerktechnik, die in der zweiten Hälfte des 19. Jahrhunderts wieder beliebt wurde.[1]
- Deffnerstraße 3, 4, 5 und 6/Schäfflerstraße 4 und 7: Das Wohngebäude-Ensemble in der Deffner- und der Schäfflerstraße wurde zusammenhängend zwischen 1899 und 1903 entlang des Hammerkanals mit repräsentativen Straßenfassaden in historisierender Architektursprache angelegt und bebaut. Das zeigt, „dass kommerzieller Hausbau insbesondere von Angehörigen des Baugewerbes – Bauunternehmern und Architekten – betrieben wurde, die größere Areale aufkauften, bebauten und an Privatleute weiterverkauften.“[1] Sechs Villen und Mehrfamilienhäuser, allesamt unter Denkmalschutz stehende Kulturdenkmale der Stadt Esslingen am Neckar. Franz Schäffler nahm hier Formen der deutschen Renaissance auf und kombinierte diese mit Barock, Klassik und Fachwerk. Das 1902 erbaute Gebäude auf der Deffnerstraße 5 besitzt eine Neobarockfassade und eine Jugendstiltür.[1][13]
- Franziskanergasse 5: Neue Gestaltung des werksteinsichtigen Erdgeschosses und der geschweiften Fensterrahmungen im Jahre 1896 zusammen mit Paul Weißinger.[1]
- Martinstraße 27/1: Von 1900 bis 1909 errichteter, dreistöckiger Backsteinbau mit Segmentbogenfenstern, in dessen Erdgeschoss sowie im ersten Stock übereinander jeweils zwischen 16 und 20 Pferde untergebracht werden konnten. Als königlicher Hofspediteur und Fuhrunternehmer war August Blocher auf die Nähe zum Bahnhof angewiesen. Doch schon in der Gründerzeit waren Grund und Boden in zentraler Lage ein teures Gut. Um Geld zu sparen, ließ Blocher die Höhe bauen. Im zweiten Obergeschoss fanden die Hafer- und Geschirrkammer sowie der Heuboden Platz. 1913 wurde das Areal zur Straße nach dem Entwurf Schäfflers durch eine Jugendstilmauer aus Eisenbeton mit quadratischen Fensteröffnungen eingefriedet. Zum Pferdestall gehörte auch ein Werkstattgebäude, das unter anderem eine Schmiede beherbergte. Der Bau an der Westseite des Stalls wurde aber schon 1988 abgerissen, bevor die historischen Gemäuer unter Denkmalschutz gestellt wurden. Im 1. Obergeschoss blieben die ehemaligen Pferdeboxen mit Futterraufen und Belüftungseinrichtungen und die Rampe, die den Tieren den Zugang zum Obergeschoss erlaubte, weitgehend erhalten. Als der motorisierte Transport im frühen 20. Jahrhundert an Bedeutung gewann, wurde das Erdgeschoss zu einer Garage für Lastwagen umgebaut. Im weitgehend original erhaltenen 2. Obergeschoss befanden sich Hafer- und Geschirrkammer und Heuboden sowie die historische Ladeluke mit originalem schwenkbarem Aufzugskran. Ein zugehöriges Werkstattgebäude auf der Westseite mit Schmiede wurde 1988 abgebrochen. Der zweigeschossige historische Pferdestall ist einer der letzten seiner Art in Europa.[1][11][14]
- Martinstraße 37 (Villa Pebra) und Martinstraße 39: Für Paul Braun gebautes Fabrikgebäude für eine Präzisionszieherei. Die daneben liegende 1894 errichtete Villa verbindet Stilformen aus Neobarock und der Neurenaissance.[1]
- Mülbergerstraße 74: 1906 für Erna Berger erbauter zweieinhalbgeschossiger Putzbau in gemischter Bauweise mit seitlicher Erschließung sowie rückwärtigem Garten und turmartigem Geflügelhaus mit Fachwerkaufsatz. Die in Hanglage erstellte Villa zeigt mit seitlichem Standerker und rückversetzter Eingangsloggia eine asymmetrische Baukörpergliederung und repräsentiert damit ein typisches Beispiel württembergischer Villenarchitektur der Jahrhundertwende. Es ist eine umfangreiche Jugendstilausstattung in Form von Wandmalereien, Farbfenstern, Stuckaturen sowie Lampen, Türen und Beschlägen vorhanden.[1]
- Neckarstraße 36/Mörikestraße 2: Dreigeschossiger Ziegelbau mit rückwärtigen Erschließungen aus dem Jahr 1896 im Stil der Neorenaissance mit Orientierung an der italienischen Renaissance. Im zweiten Obergeschoss zeigt das Doppelhaus Putzfelder mit dem Baujahr, den Initialen des Architekten sowie berufstypischen Instrumenten Zirkel, Winkelmaß und Lot. An die linke Haushälfte wurde 1952/53 ein eingeschossiger Ladenanbau mit zeittypisch geschwungenem Schaufensterverlauf angefügt. Mit rustizierter Sockelzone, Fensterverdachungen und ausladendem Kranzgesims unter sehr flachem Walmdach.[1]
- Oberer Metzgerbach 29: 1899 Erweiterung eines Wohnhauses mit einem Anbau an der Rückseite.[1]
- Obertor-Vorstadt: 1891 Realisierung von Wohnhäusern als drei- bis viergeschossige, stark verdichtete Blockrandbebauung, teilweise mit Rückgebäuden.[1]
- Ottilienhof 6: 1899 nach einem Brand des Vorgängerbaus, eines Speichergebäudes des Ottilienhofs, für den Fuhrmann Friedrich Haug errichtetes Wohnhaus. Die Hauptfassade an der Südseite zeigt einen Kontrast zwischen Ziegelmauerwerk und Sichtfachwerk mit dekorativ geschwungenen Zierformen. Das Bauwerk ist quer zum First geteilt. Der Westteil beherbergte bis zu dessen Umnutzung zu Wohnzwecken eine über drei Geschosse reichende Tenne mit Barn sowie einen Scheunenboden im Dachgeschoss, der aus feuerpolizeilichen Gründen teilweise in Ziegelmauerwerk ausgeführt ist. Im östlichen, unterkellerten Teil befanden sich im Erdgeschoss ein Stall mit vier Boxen. Im 1. und 2. Obergeschoss befindet sich jeweils eine Dreizimmerwohnung sowie im Dachgeschoss Kammern. Originale Überlieferung der bauzeitlichen Innenausstattung mit Füllungstüren, Lamberien, Holzböden und Treppenhaus.[1]
- Pliensaustraße 5: Das Erdgeschoss des vermutlich im Spätmittelalter erbauten ursprünglich dreistöckigen Sichtfachwerkhauses, das 1891 umgestaltet und um ein Stockwerk erhöht wurde, wurde 1898 durch Franz Schäffler umgebaut. Bis 1933 befand sich hier die Gaststätte „Zum Krokodil“.[1]
- Plochinger Straße 8: 1905 für den Esslinger Bau- und Sparverein erbautes viergeschossiges Eckgebäude. Vom Erdgeschoss bis zum zweiten Obergeschoss ist das Wohnhaus in Massivbauweise errichtet. Darüber befindet sich ein ursprünglich sichtbar belassener, heute verputzter Fachwerkaufbau. Die Baukörpergliederung erfolgte primär durch kontrastierende Oberflächengestaltungen (Sichtbackstein, Putz, Sichtfachwerk) sowie verschiedene Erker- und Risalitformen. Im Inneren vom Erdgeschoss bis zum dritten Obergeschoss identische Aufteilung in je eine Vierzimmer- und eine Dreizimmerwohnung, jeweils mit Küche, Toilette, Veranda und Vorraum. Dieser Grundriss kann als beispielhaft für die nach 1900 erstellten Gebäude des 1890 gegründeten Bau- und Sparvereins gelten: Im Unterschied zu den Bauten der ersten Dekade wiesen die späteren Objekte größere Zimmer sowie Toiletten innerhalb der Wohnungen auf. Die auf Facharbeiter, Kleinhandwerker und niedere Beamte abzielende Baugenossenschaft stattete ihre Wohnungen damit erheblich besser aus als durchschnittliche Arbeiterwohnbauten in dieser Zeit.[1]
- Ritterstraße 6: Im Jahre 1899 erbautes repräsentatives neobarockes Bank- und Wohnhaus für die Bankiers Karl Ottenbacher und Karl Gayler. Dreigeschossiger Putzbau in Ecklage neben dem reichsstädtischen Rathaus. An der zur Straße orientierten Gebäudeseite befindet sich ein zweigeschossiger Erker mit geschweiftem Zwerchgiebel. Während das Erdgeschoss als Bankkontor diente, befand sich in jedem der Obergeschosse eine hochwertige Sechszimmerwohnung mit Badezimmer.[1]
- Roßmarkt 5: Zusammen mit Karl Junge in den Jahren 1905 und 1911 modernisierte Ladenfront eines verputzten Fachwerkbaus aus dem 15. Jahrhundert. Sandsteinpilaster mit dem Wappen des Königreichs Württemberg sowie dem Esslinger Stadtwappen, mittig der Eingang mit den Initialen des Bauherrn Gotthilf Frey in einer Rollwerkkartusche.[1]
- Schäfflerstraße 4: 1903 erbautes Wohnhaus mit schlichter Fassade und Einflüssen des Jugendstils. So sind eine Original-Jugendstiltür sowie Farbfenster mit floralen Motiven erhalten.[1]
- Schäfflerstraße 7: 1900 errichtetes Gebäude, in dem Franz Schäffler bis zu seinem Tod wohnte. Bis heute befindet sich das Haus im Besitz der Familie Schäffler.[1]
- Rottenburg: Klösterle. Im September 1905 brannte das alte Kapuzinerkloster in Rottenburg einschließlich Kirche ab. Der aus Ergenzingen stammende Esslinger Seifenfabrikant Caspar Raible gab, als Eigentümer, bei Franz Schäffler Pläne für einen Neubau in Auftrag.[15]

Gebäude (Auswahl)
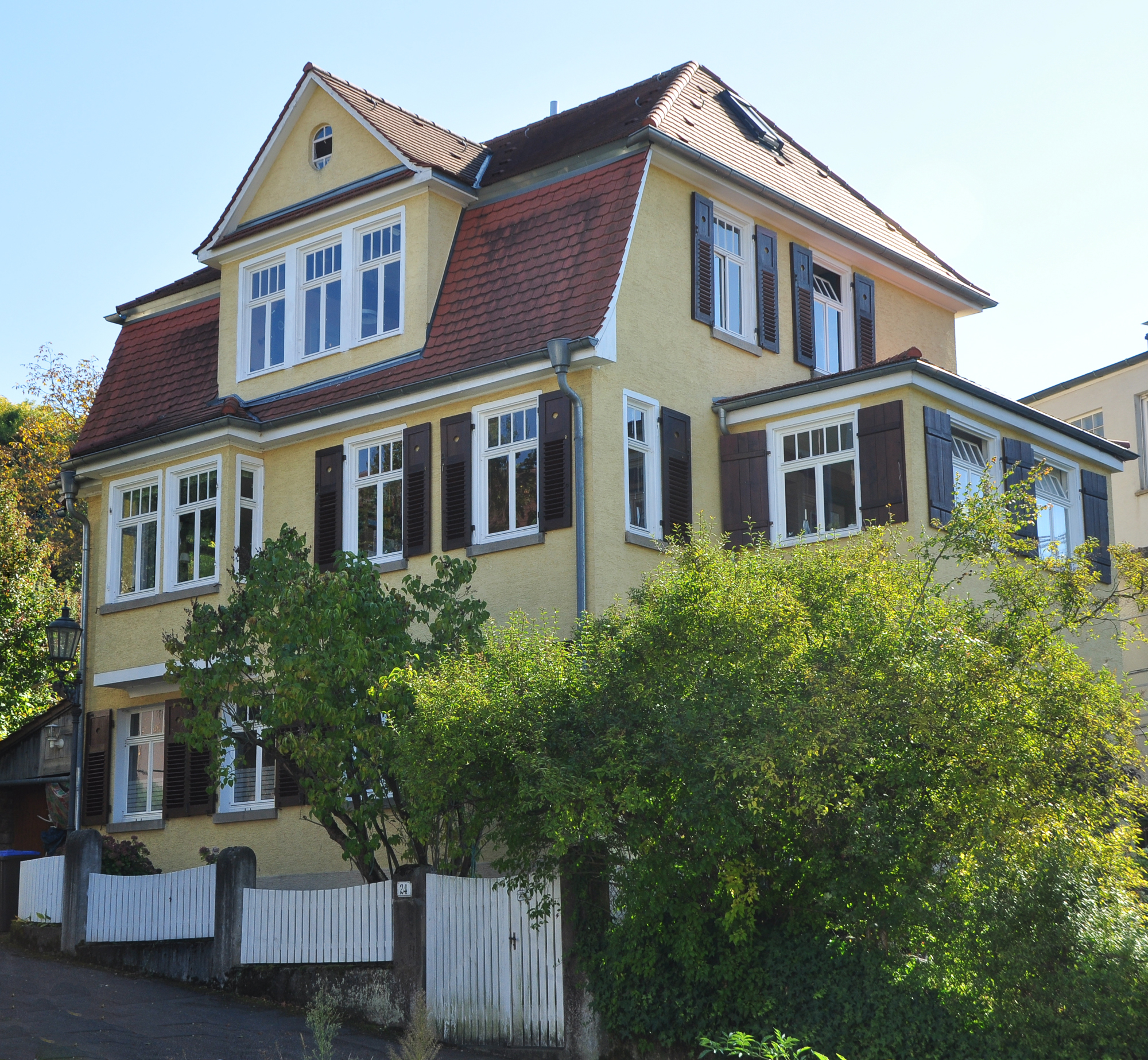
Altenbergweg 24 (Esslingen-Mettingen)
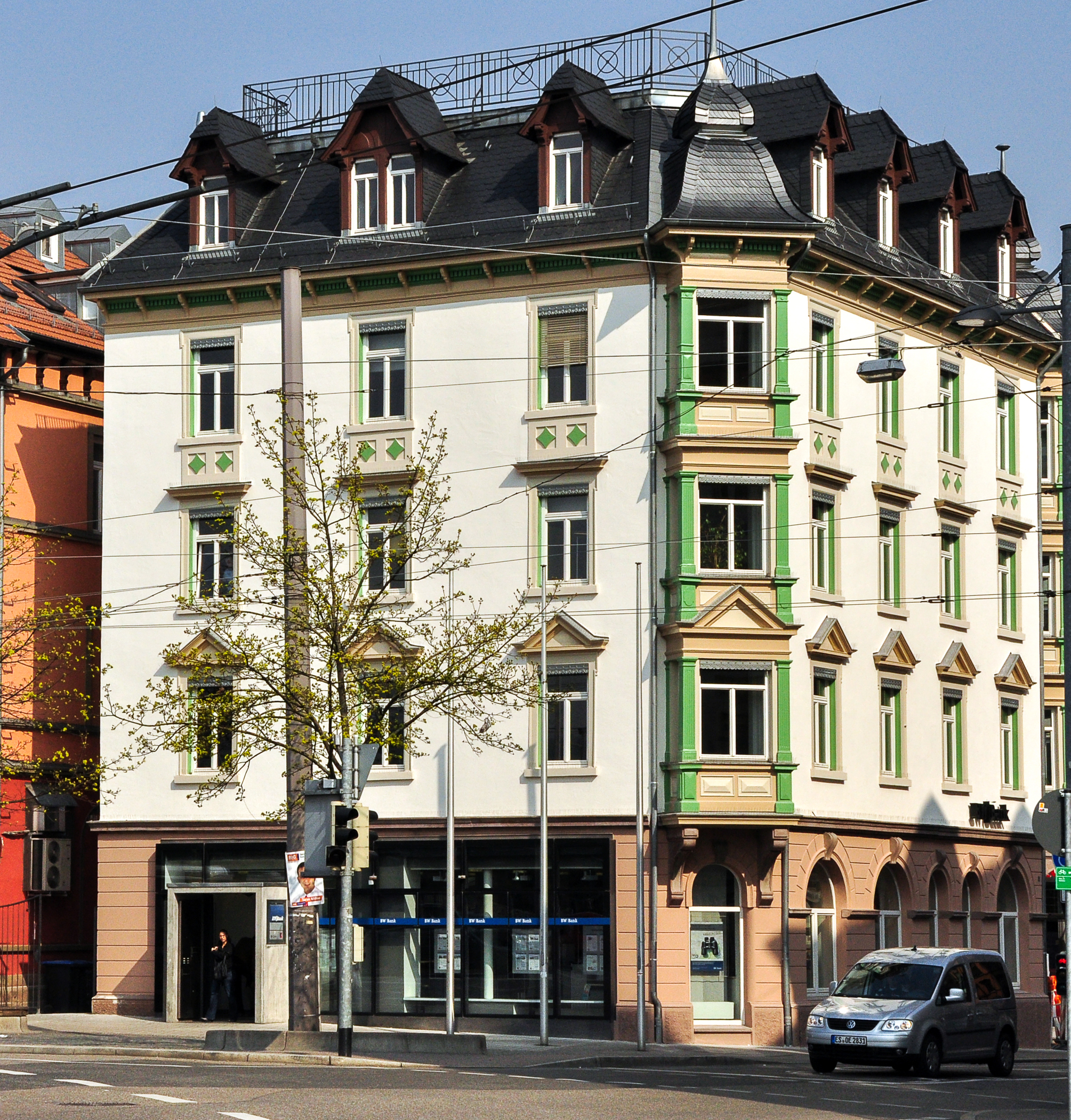
Bahnhofstraße 1
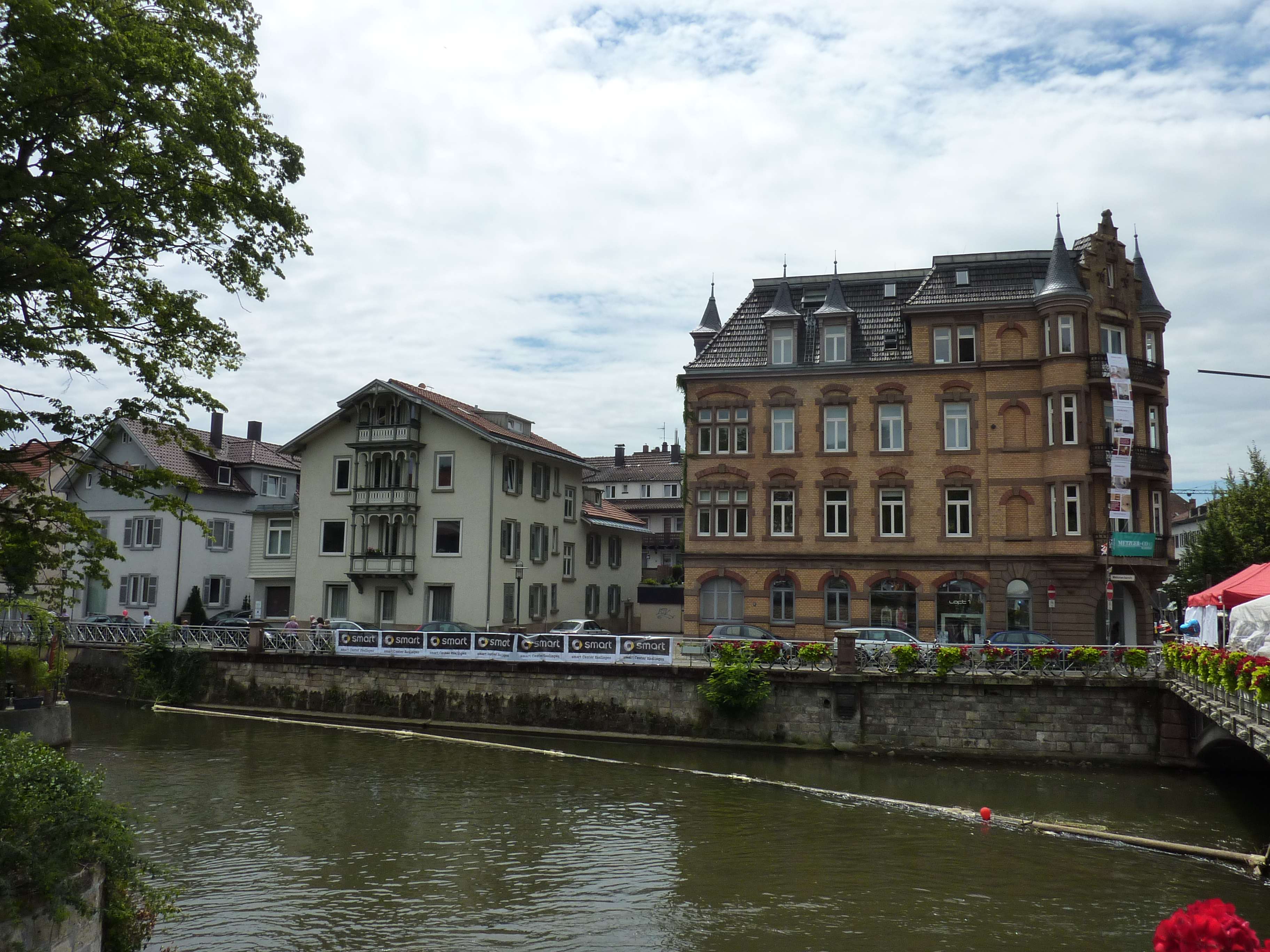
Bahnhofstraße 32
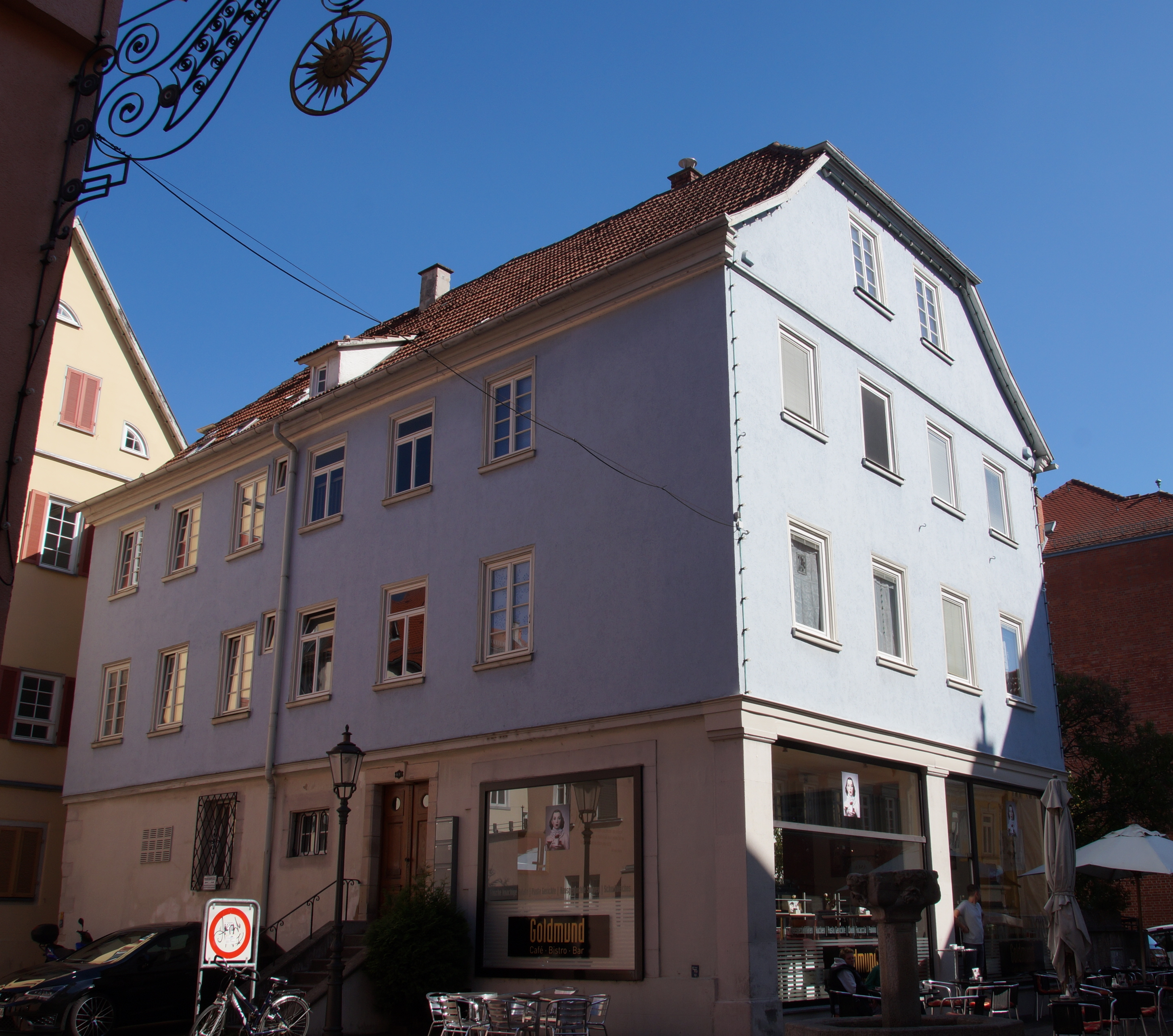
Blarerplatz 3
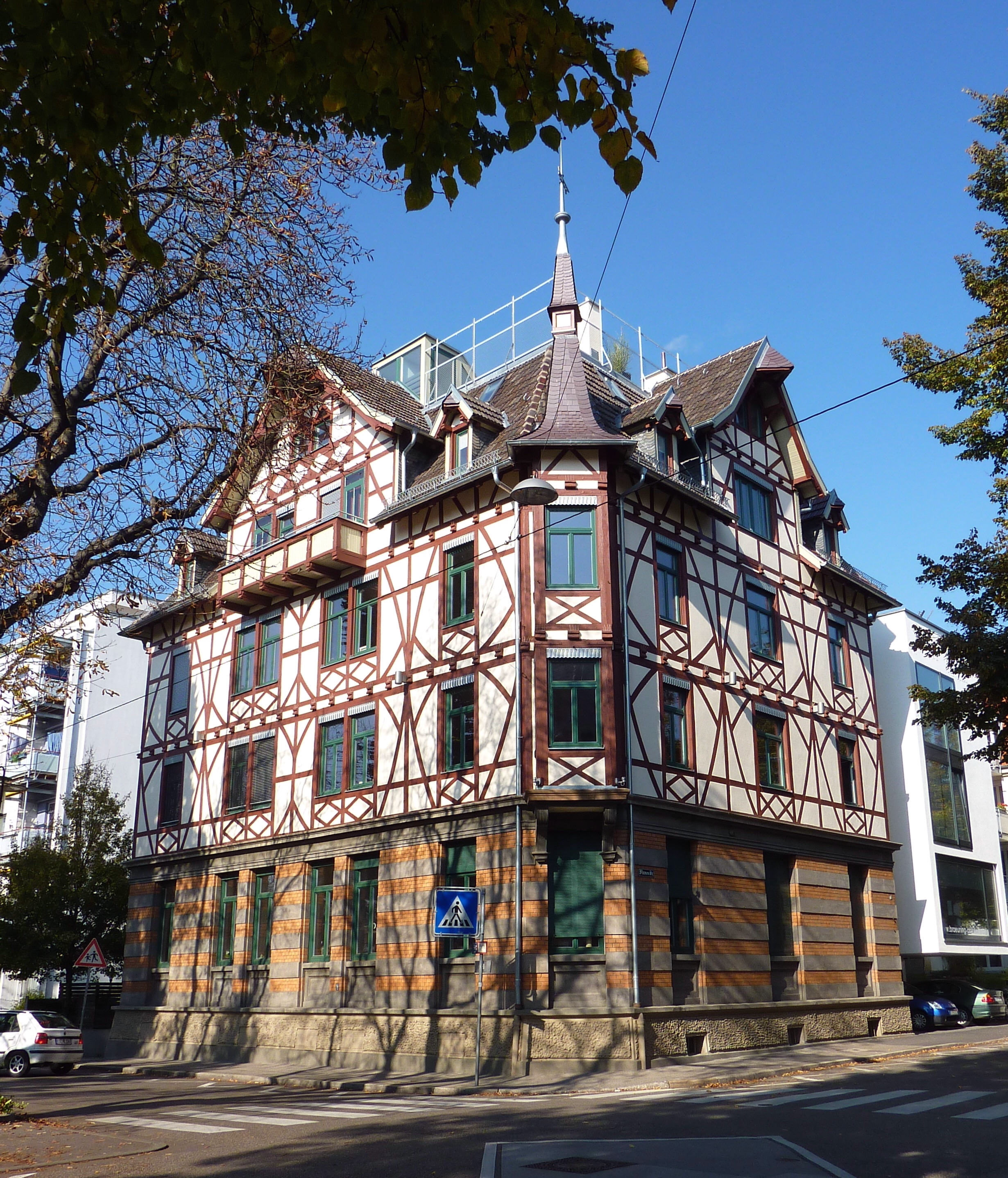
Blumenstraße 33
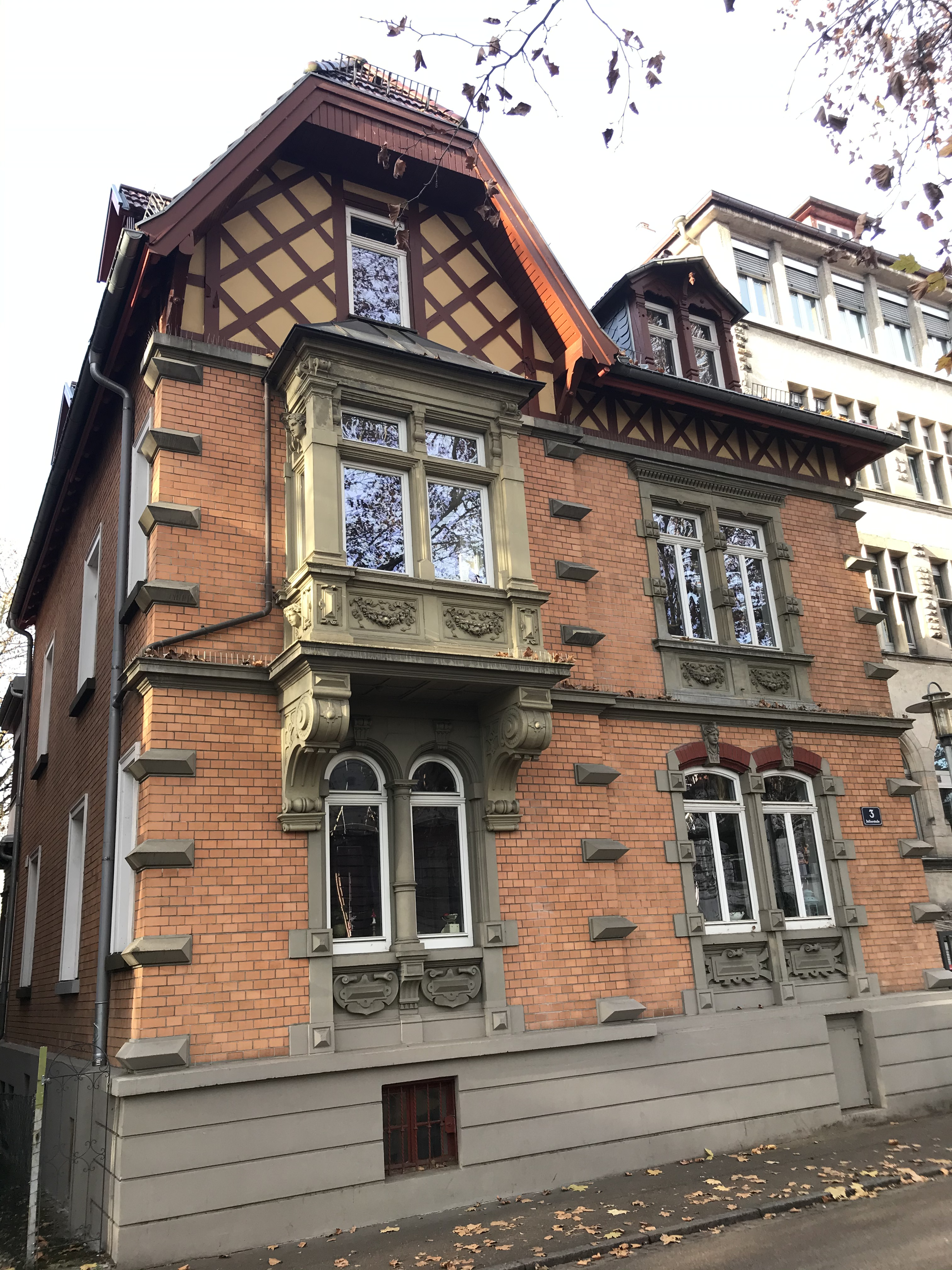
Deffnerstraße 3
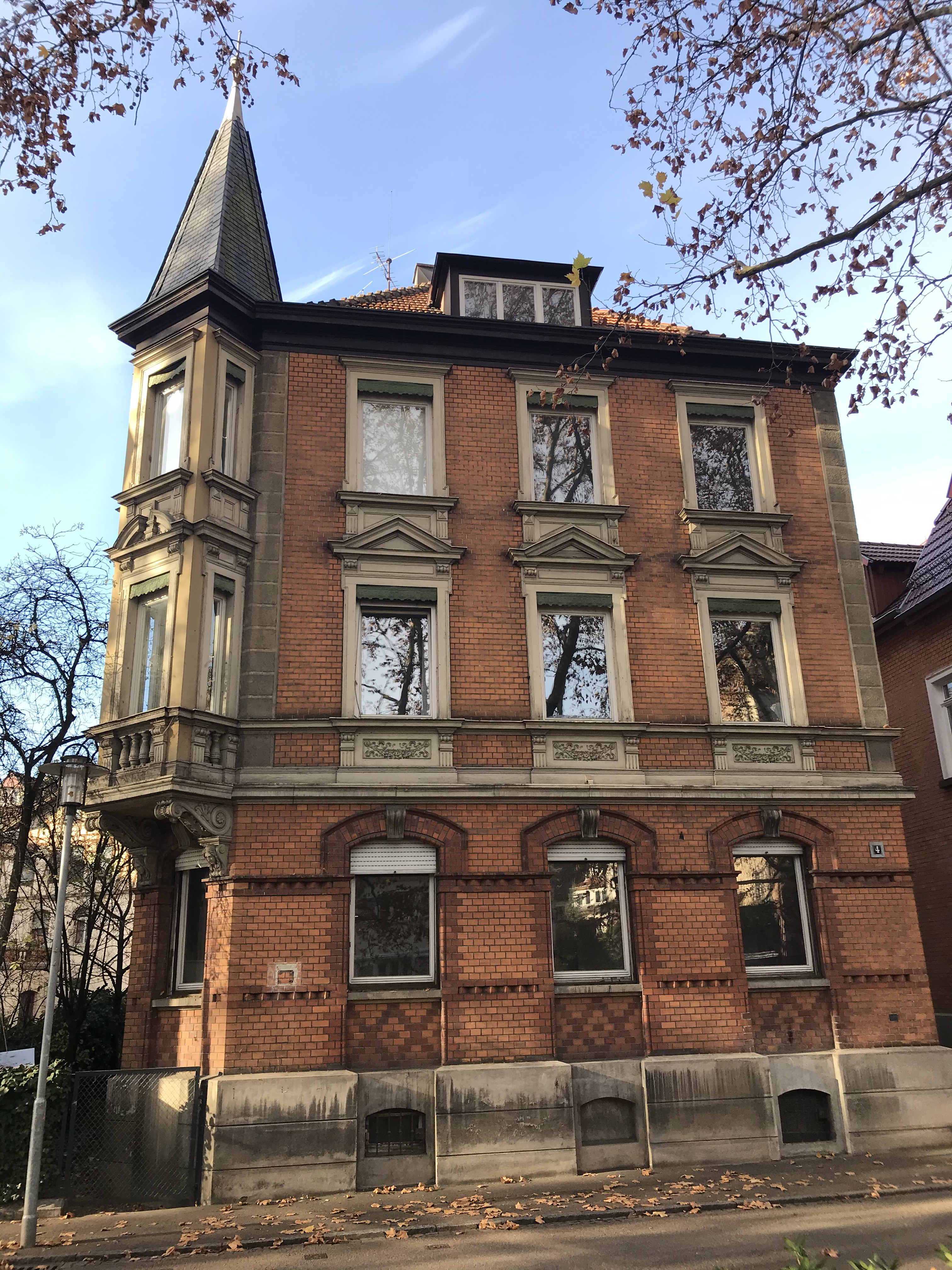
Deffnerstraße 4
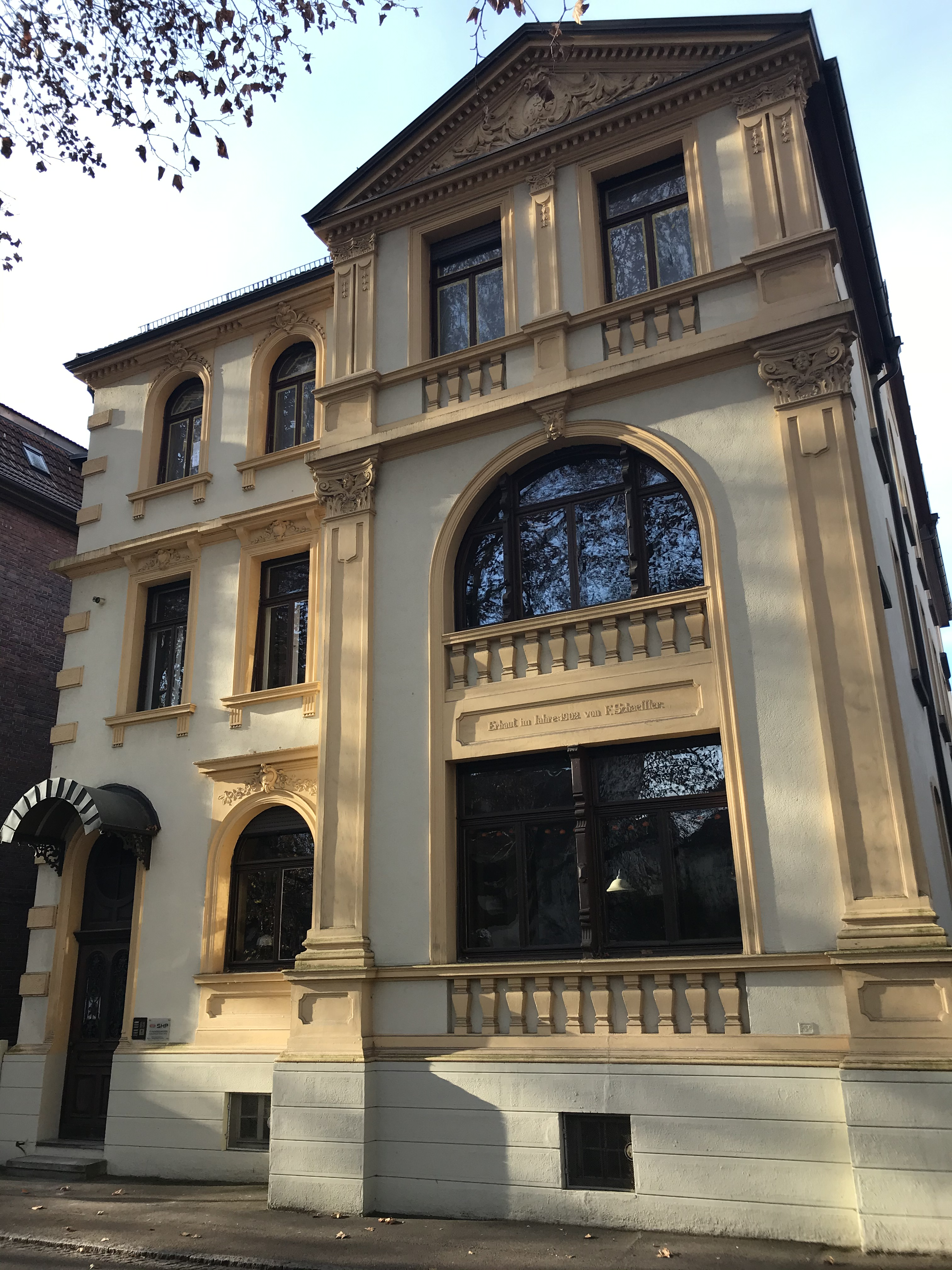
Deffnerstraße 5
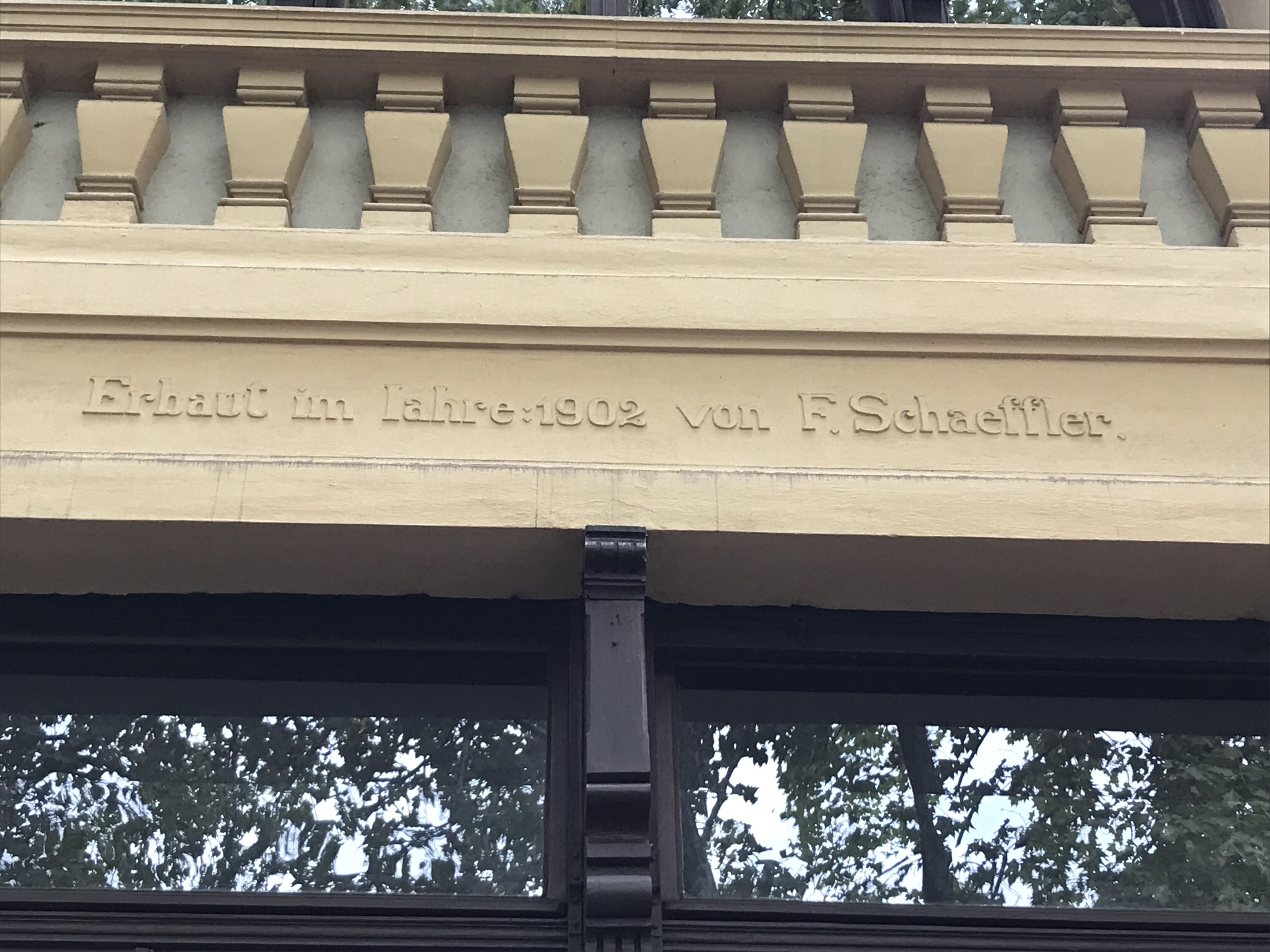
Deffnerstraße 5 – Inschrift
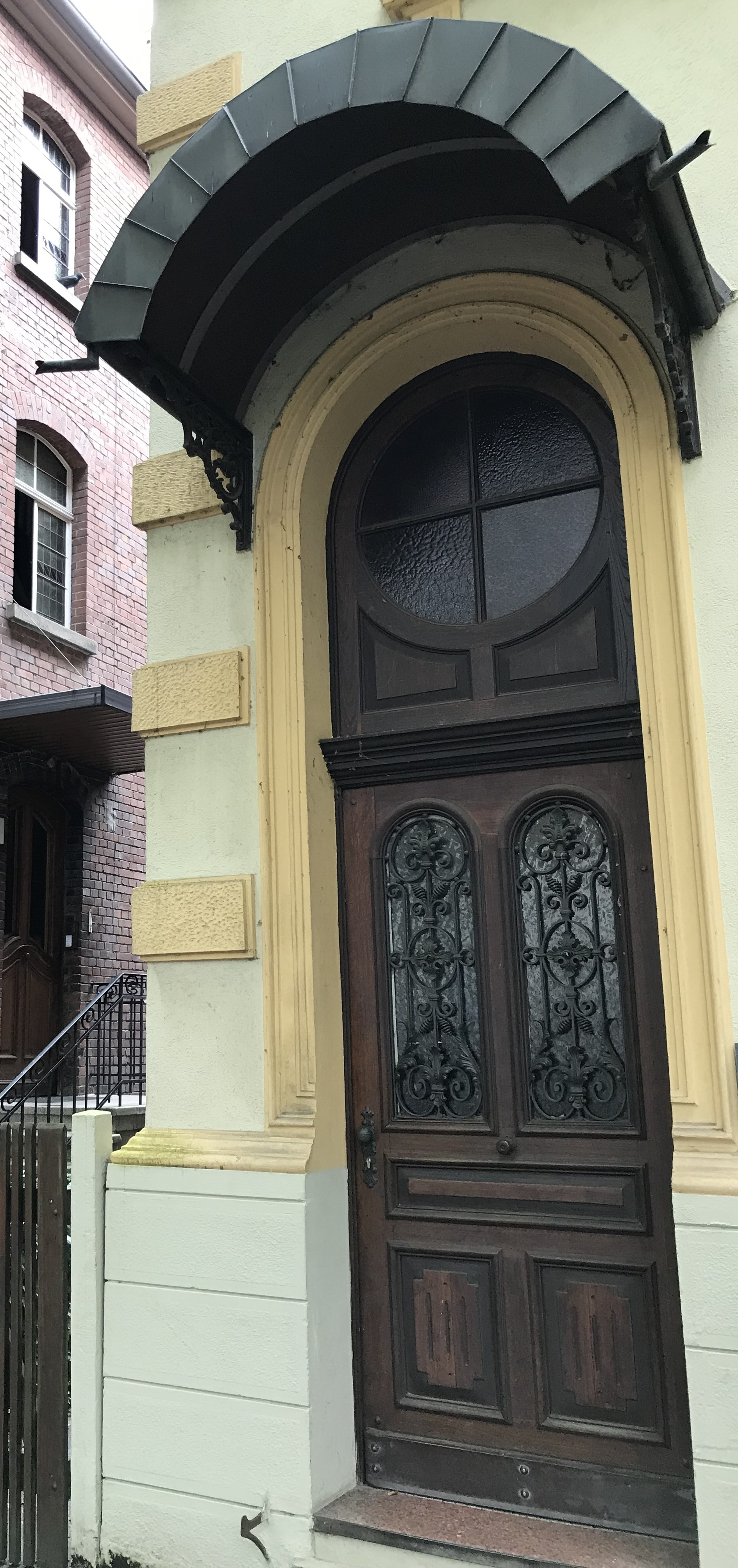
Deffnerstraße 5 – Jugendstiltür
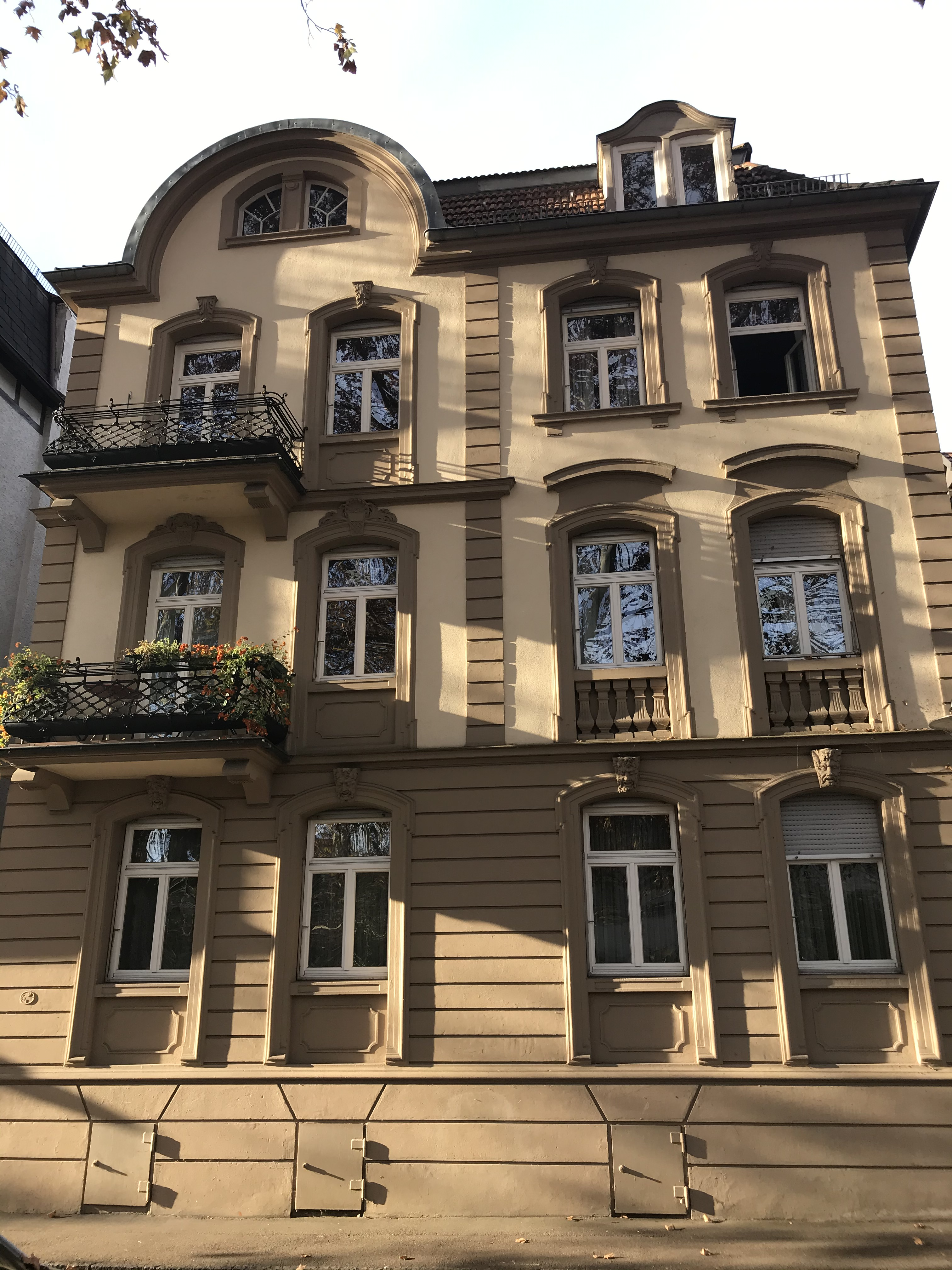
Deffnerstraße 6
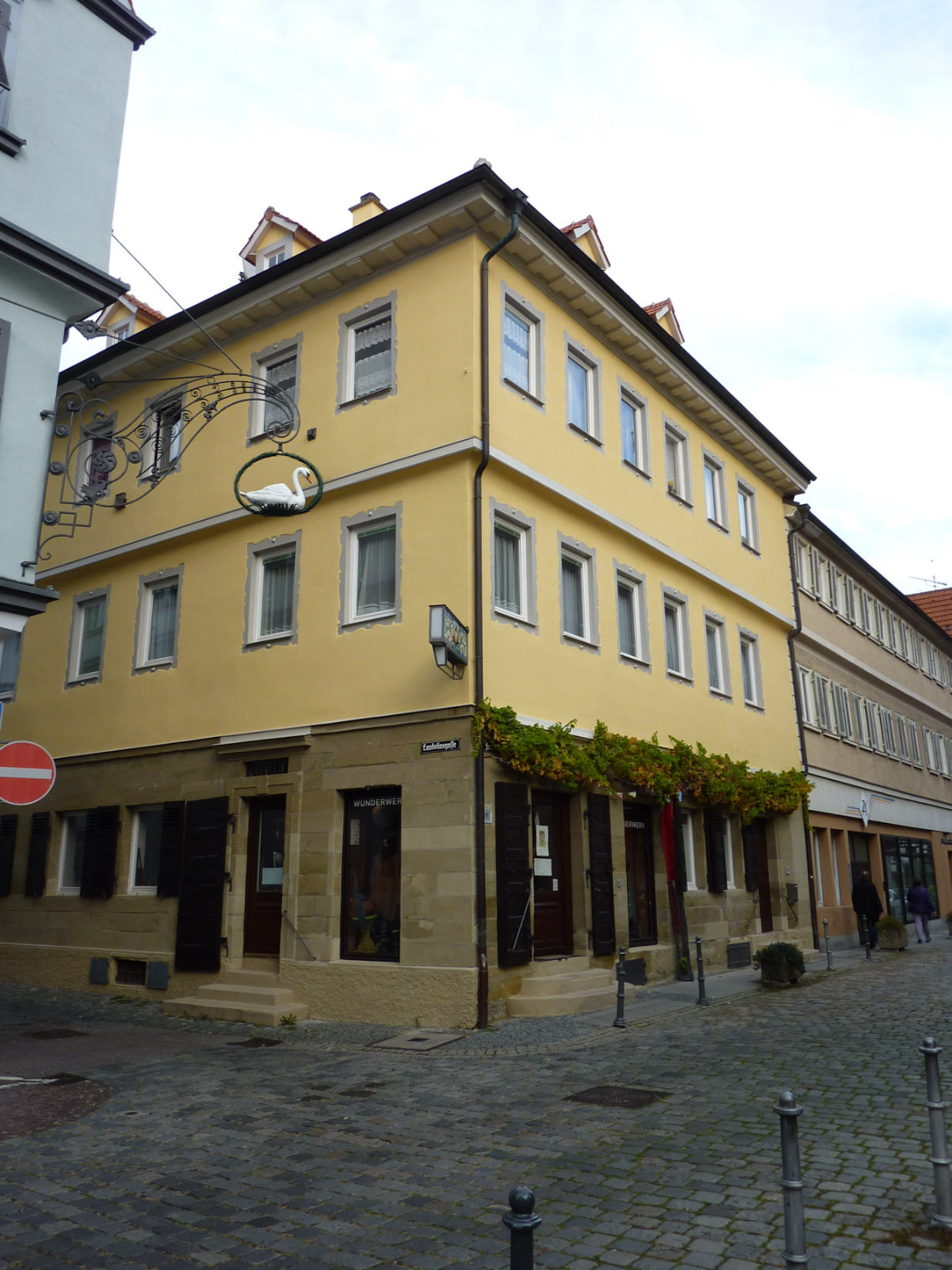
Franziskanergasse 5
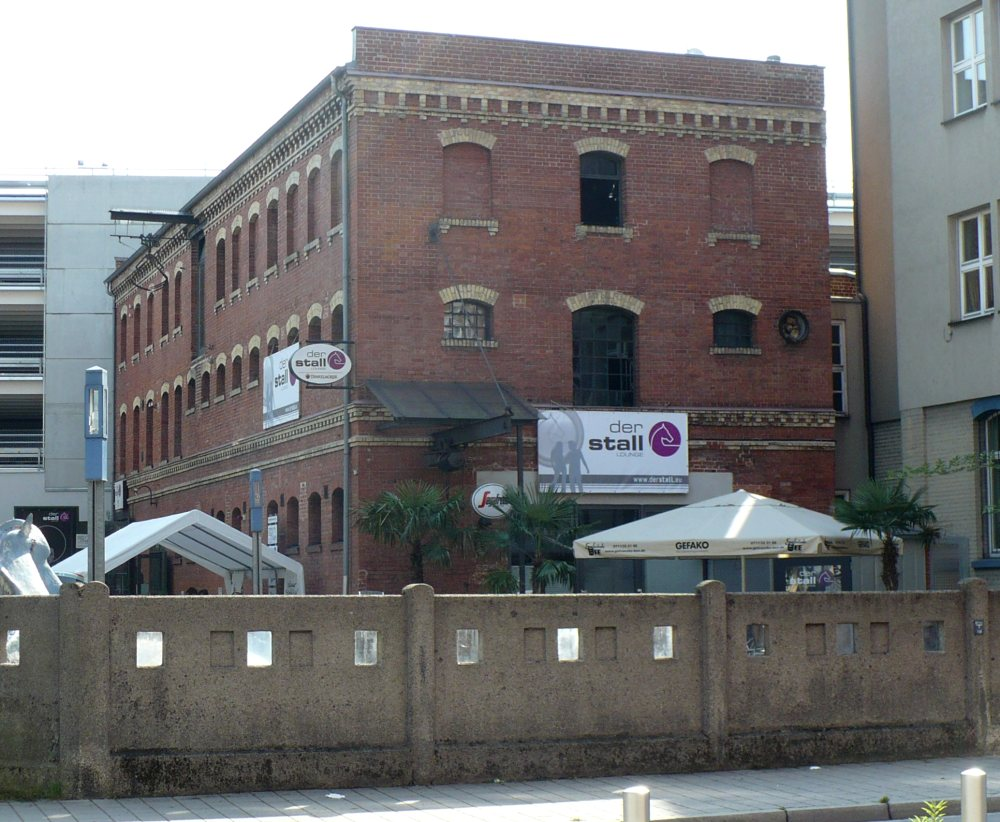
Martinstraße 27/1
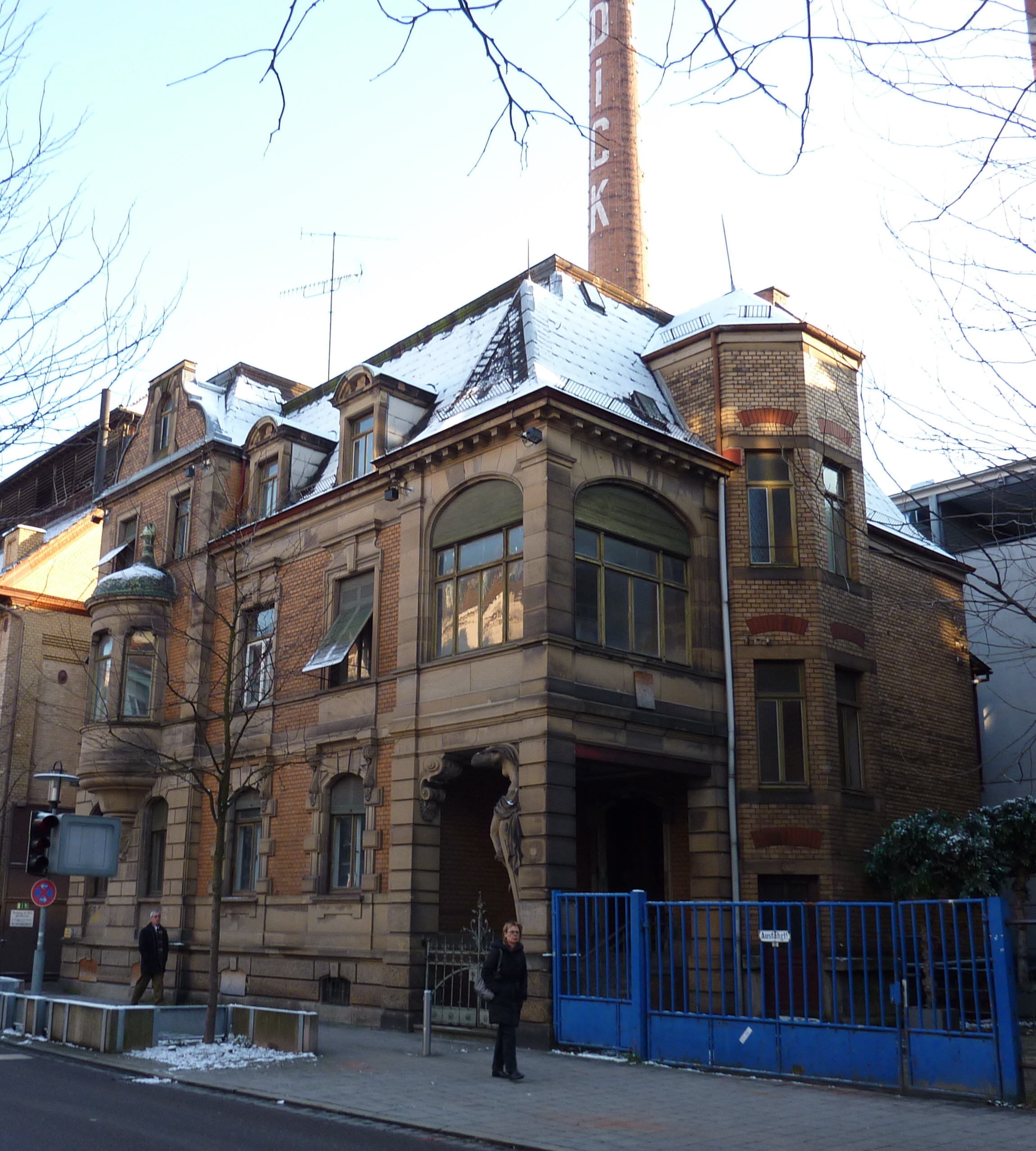
Martinstraße 37
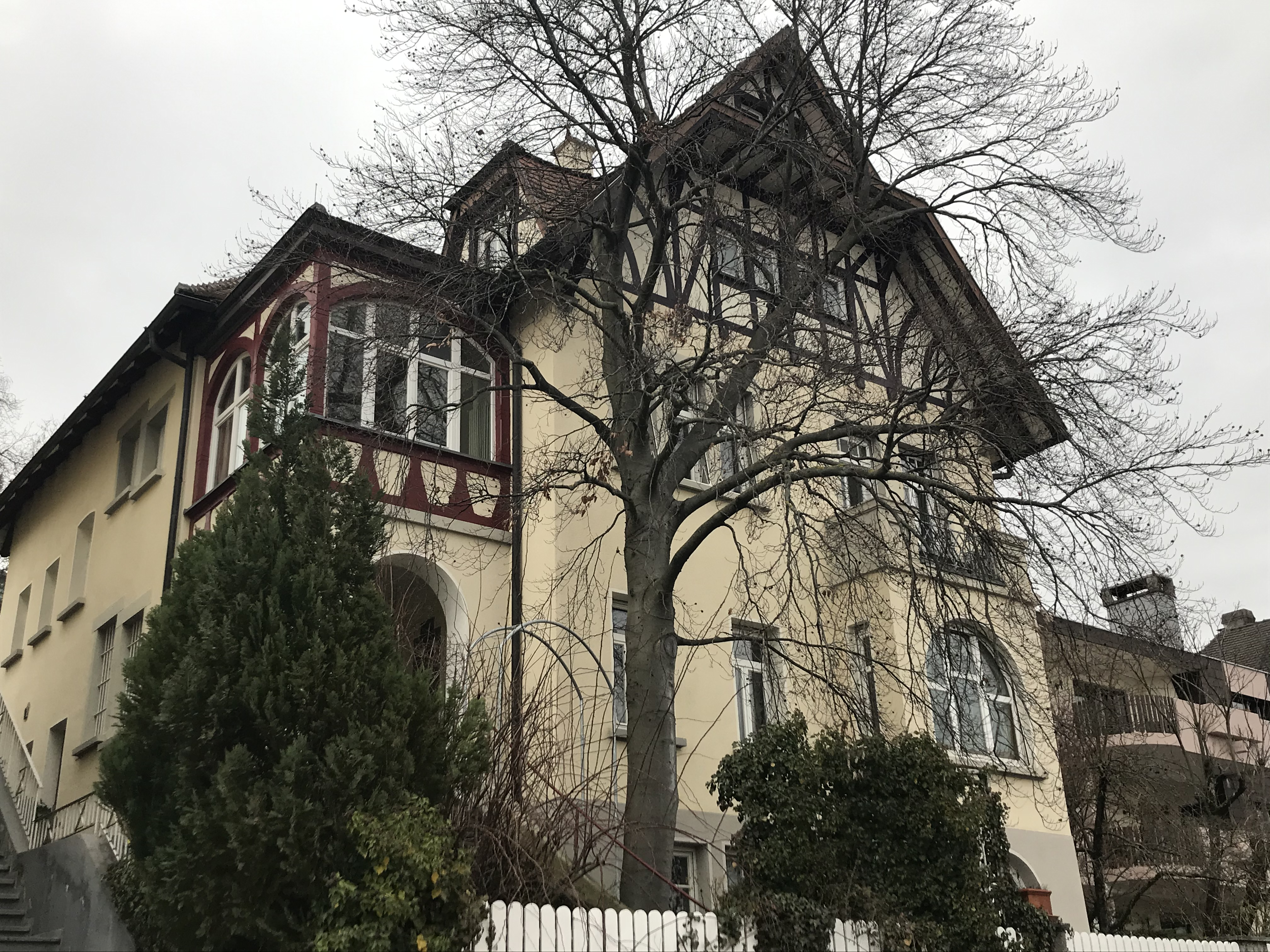
Mülbergerstraße 74
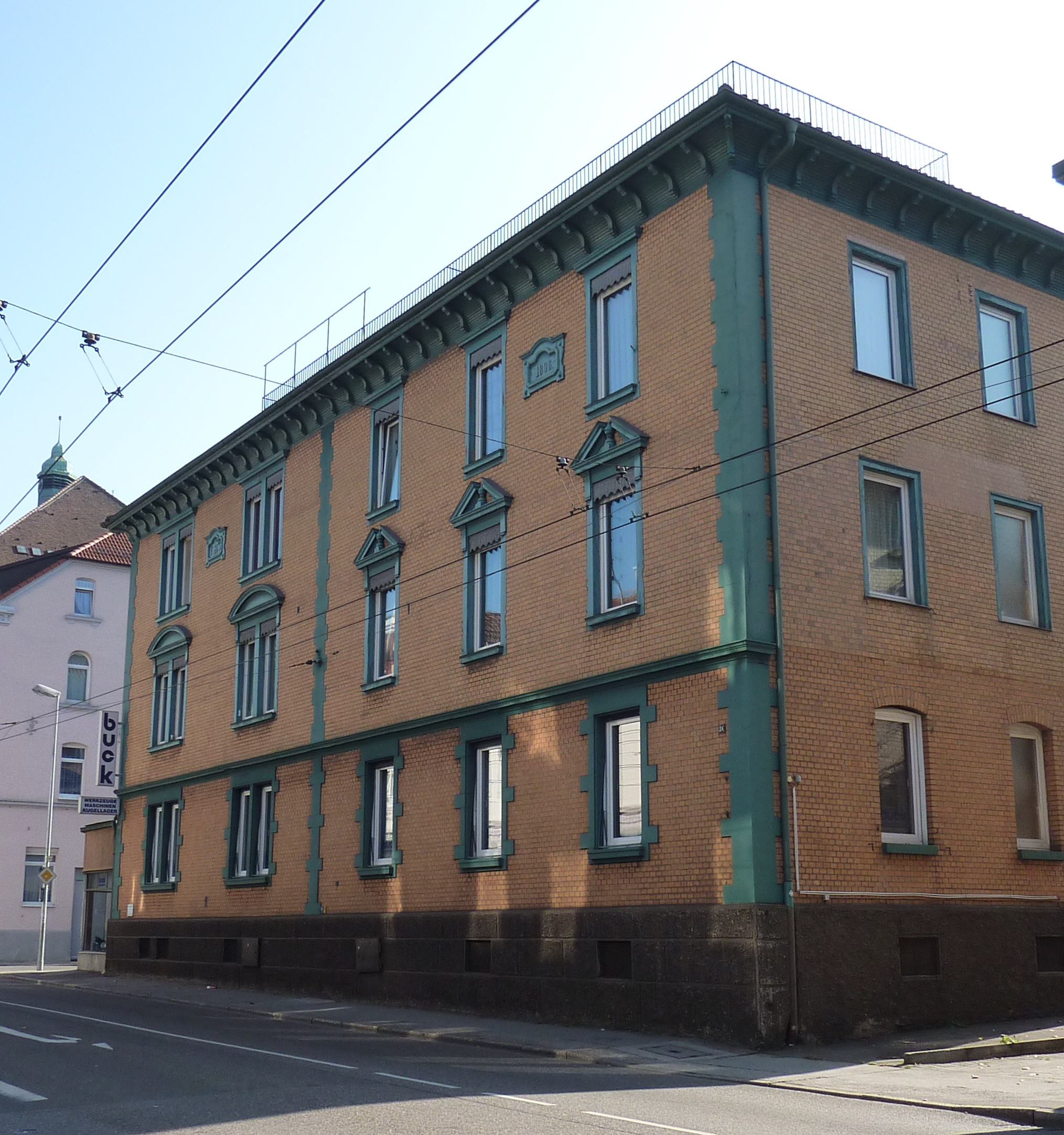
Neckarstraße 36
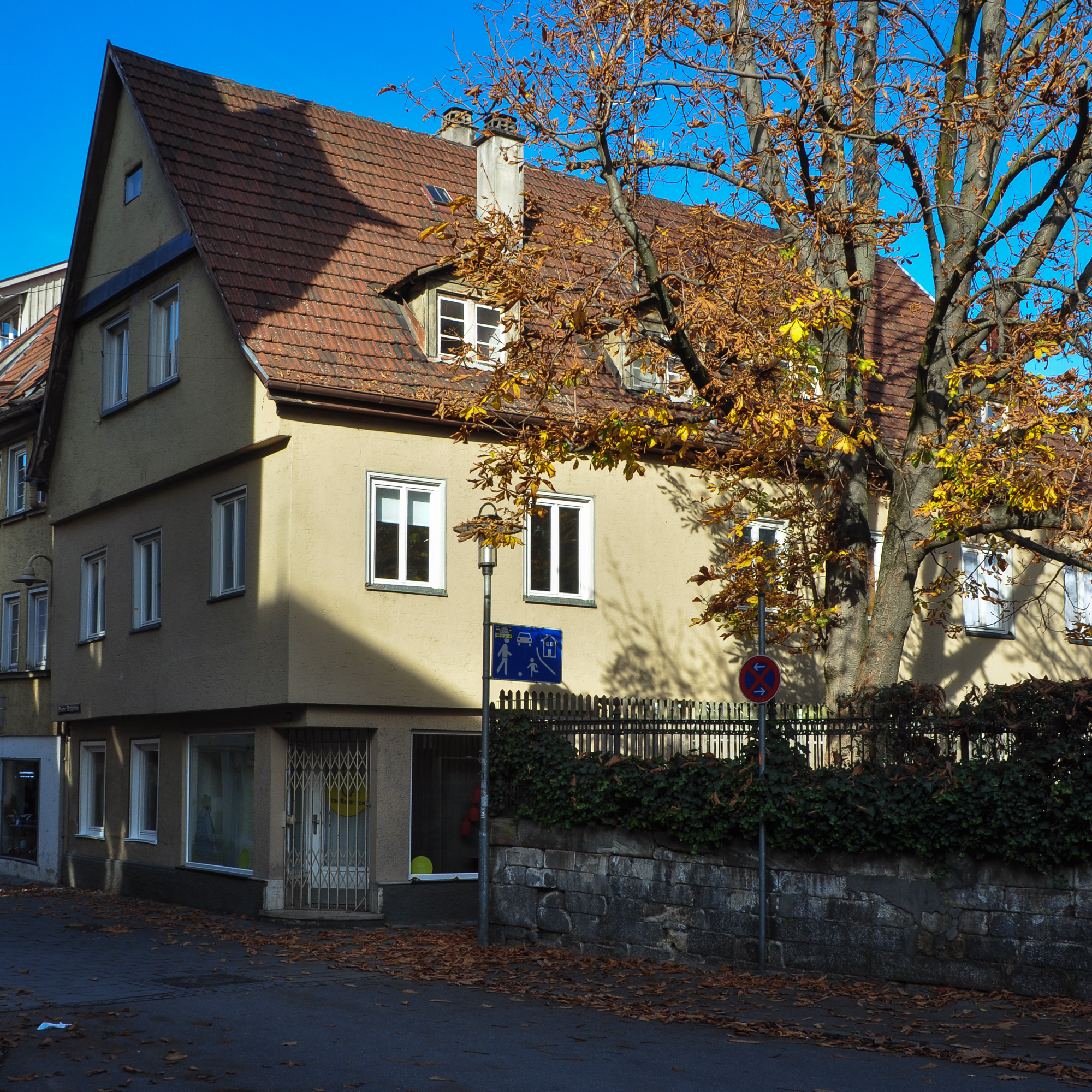
Oberer Metzgerbach 29
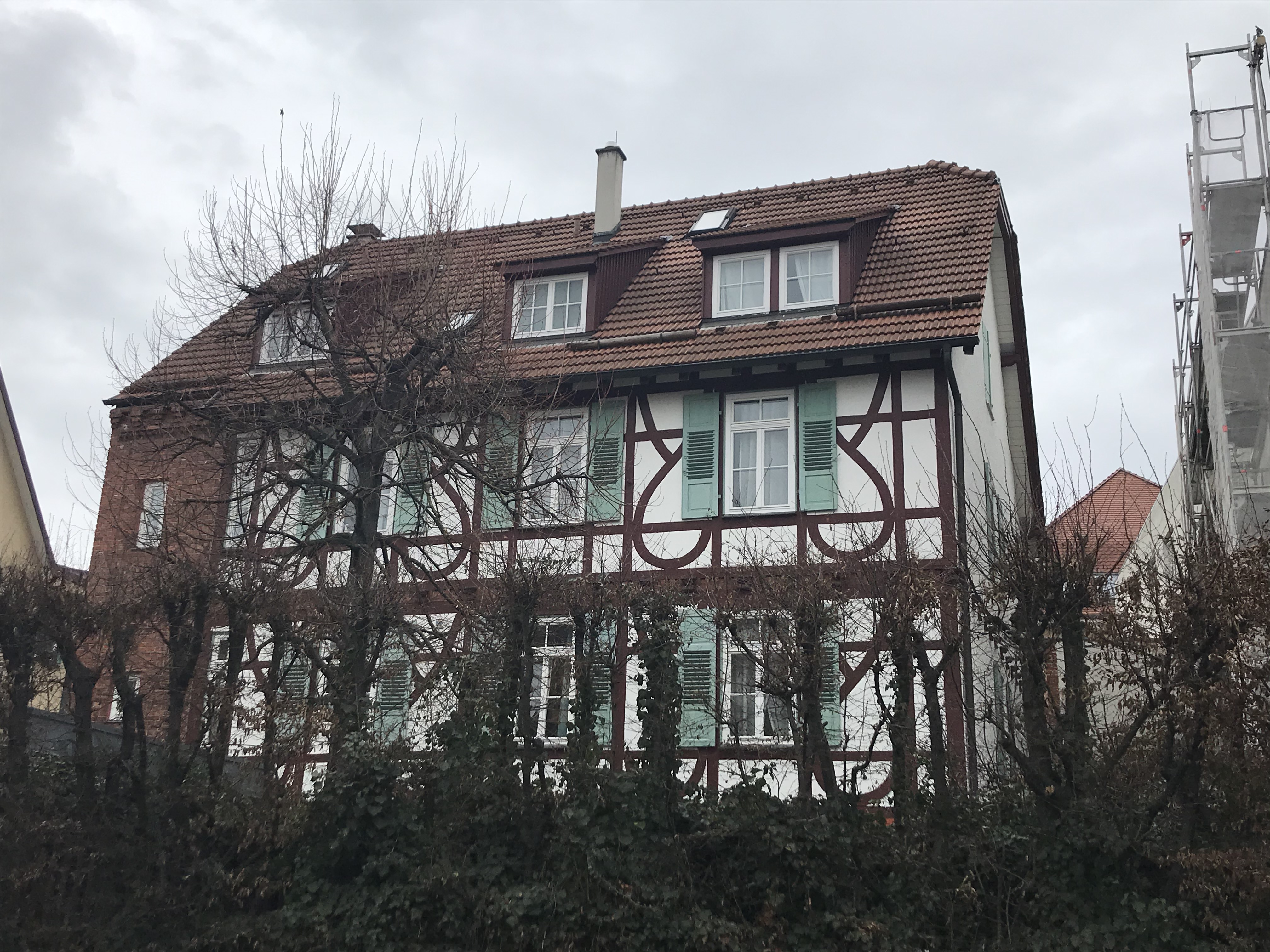
Ottilienhof 6
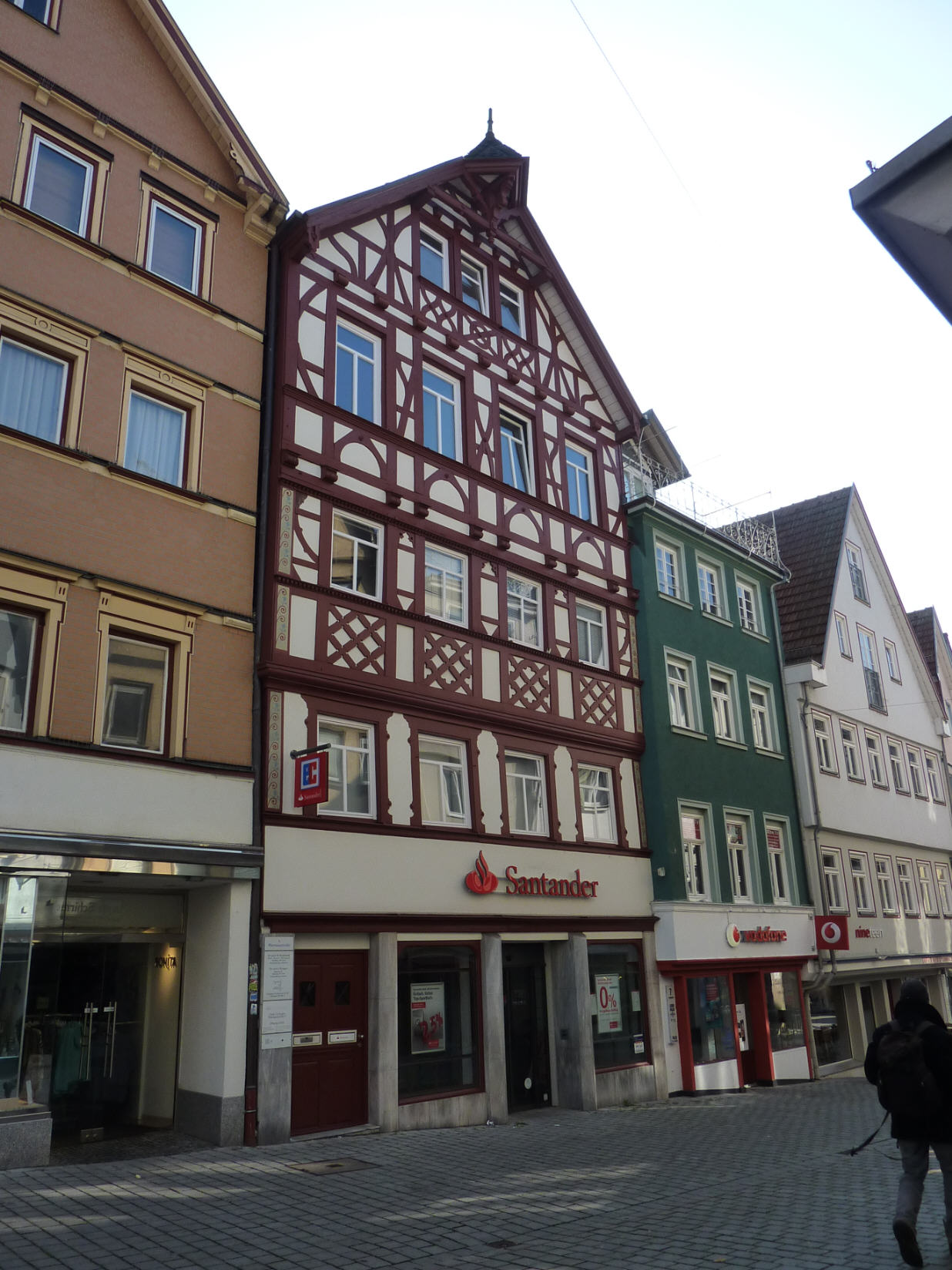
Pliensaustraße 5
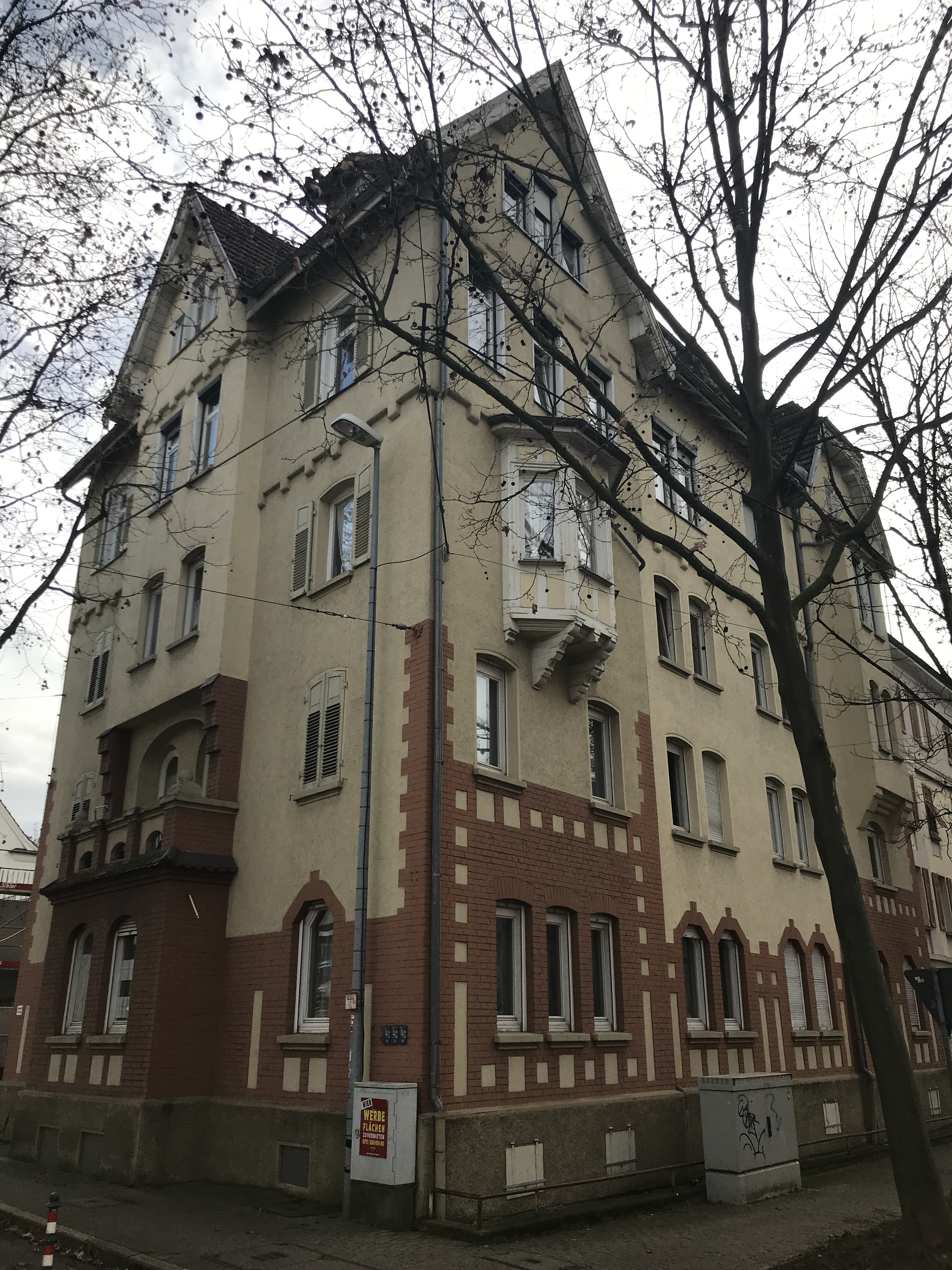
Plochinger Straße 8
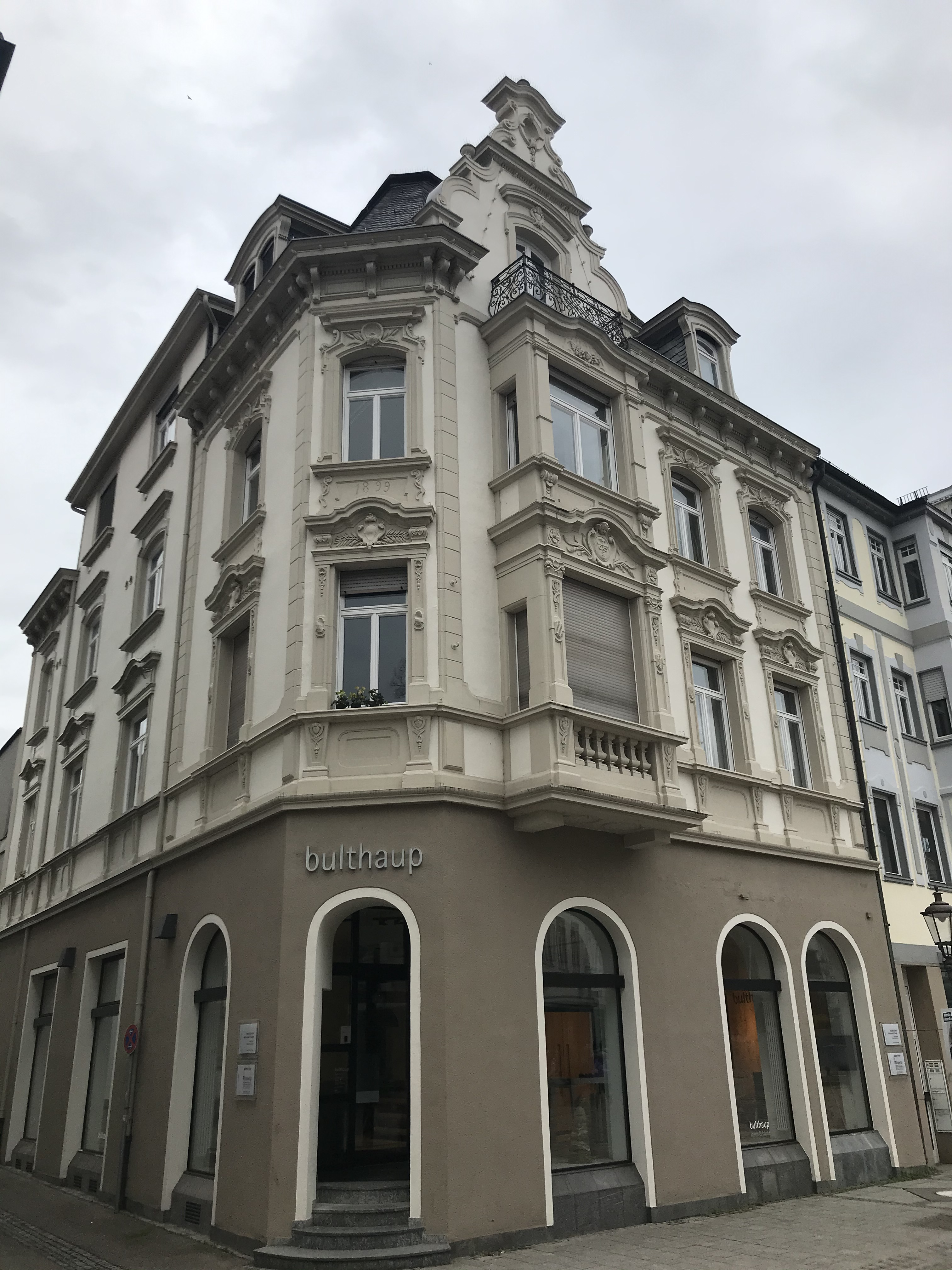
Ritterstraße 6
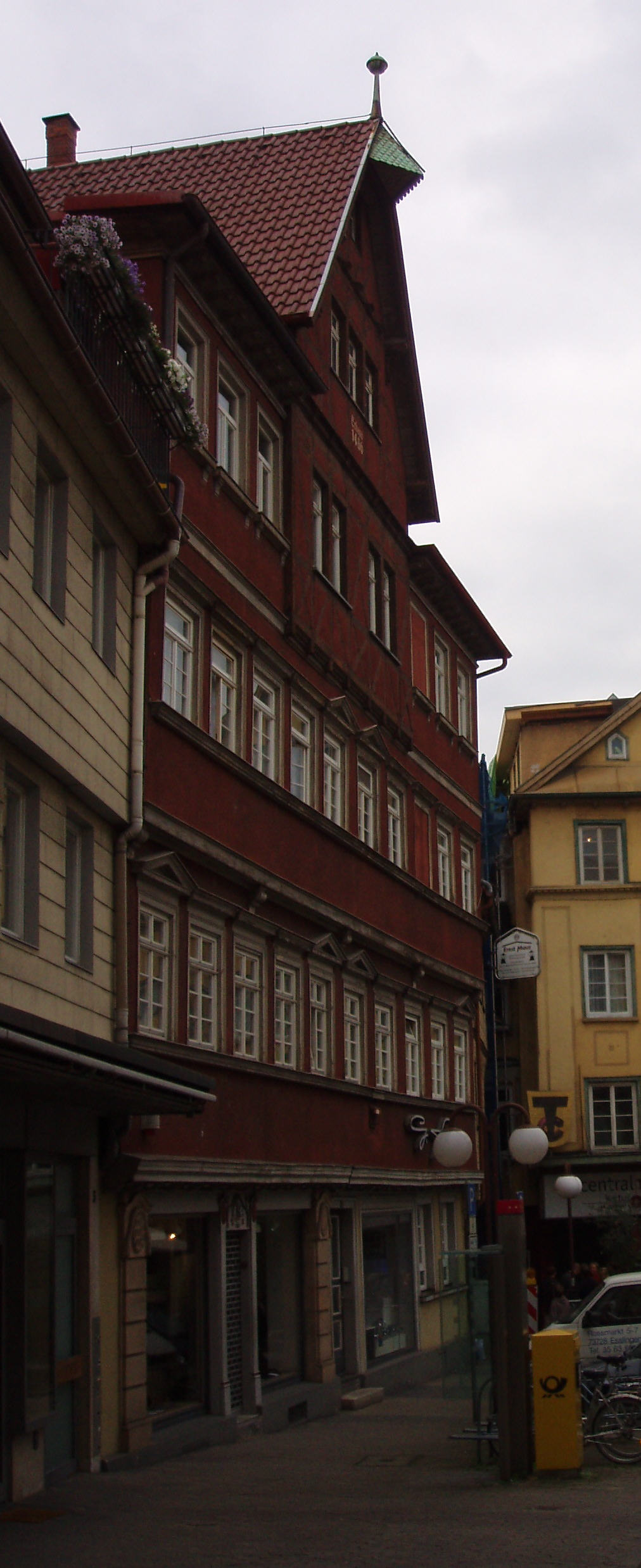
Rossmarkt 5
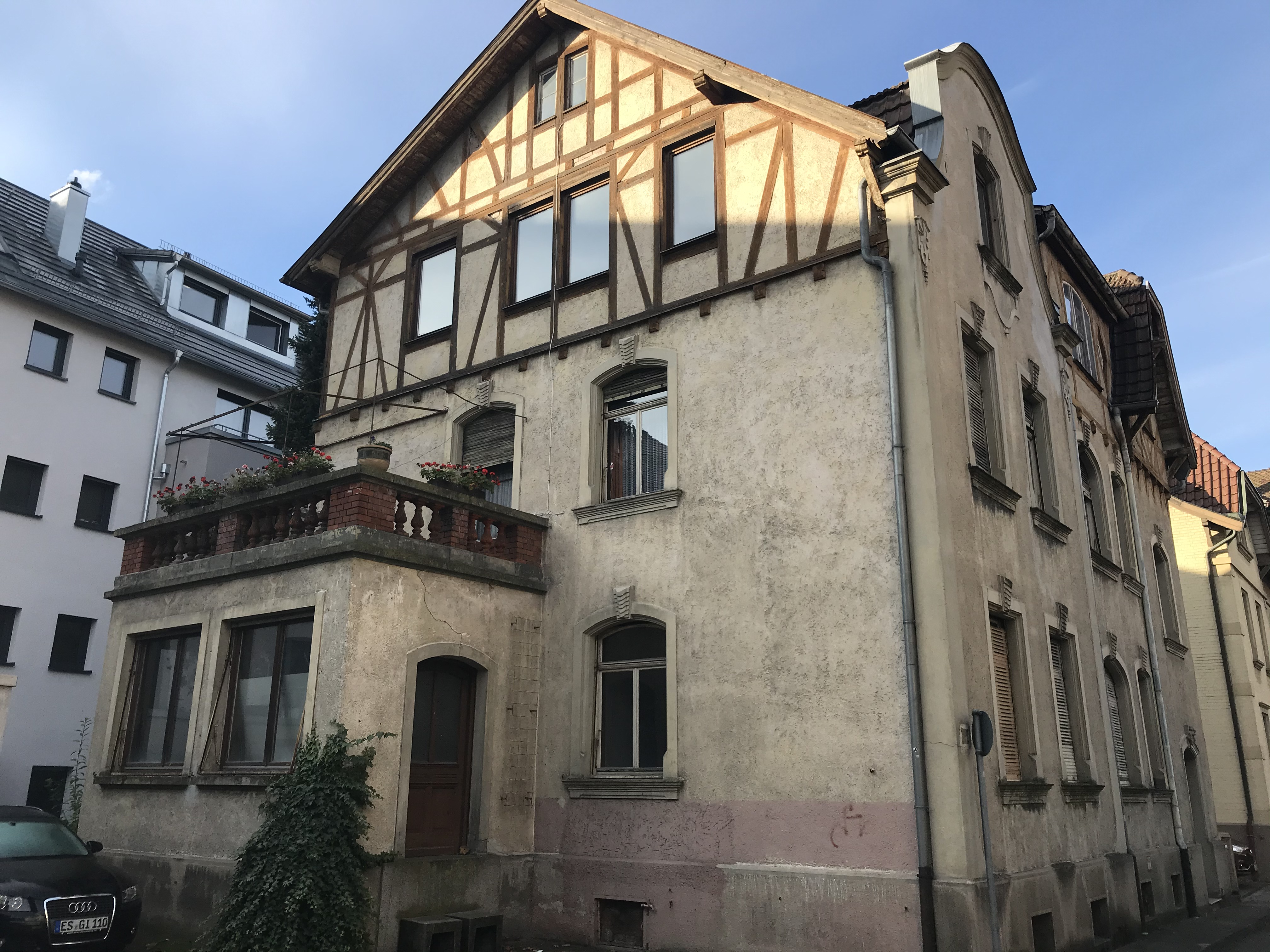
Schäfflerstraße 4
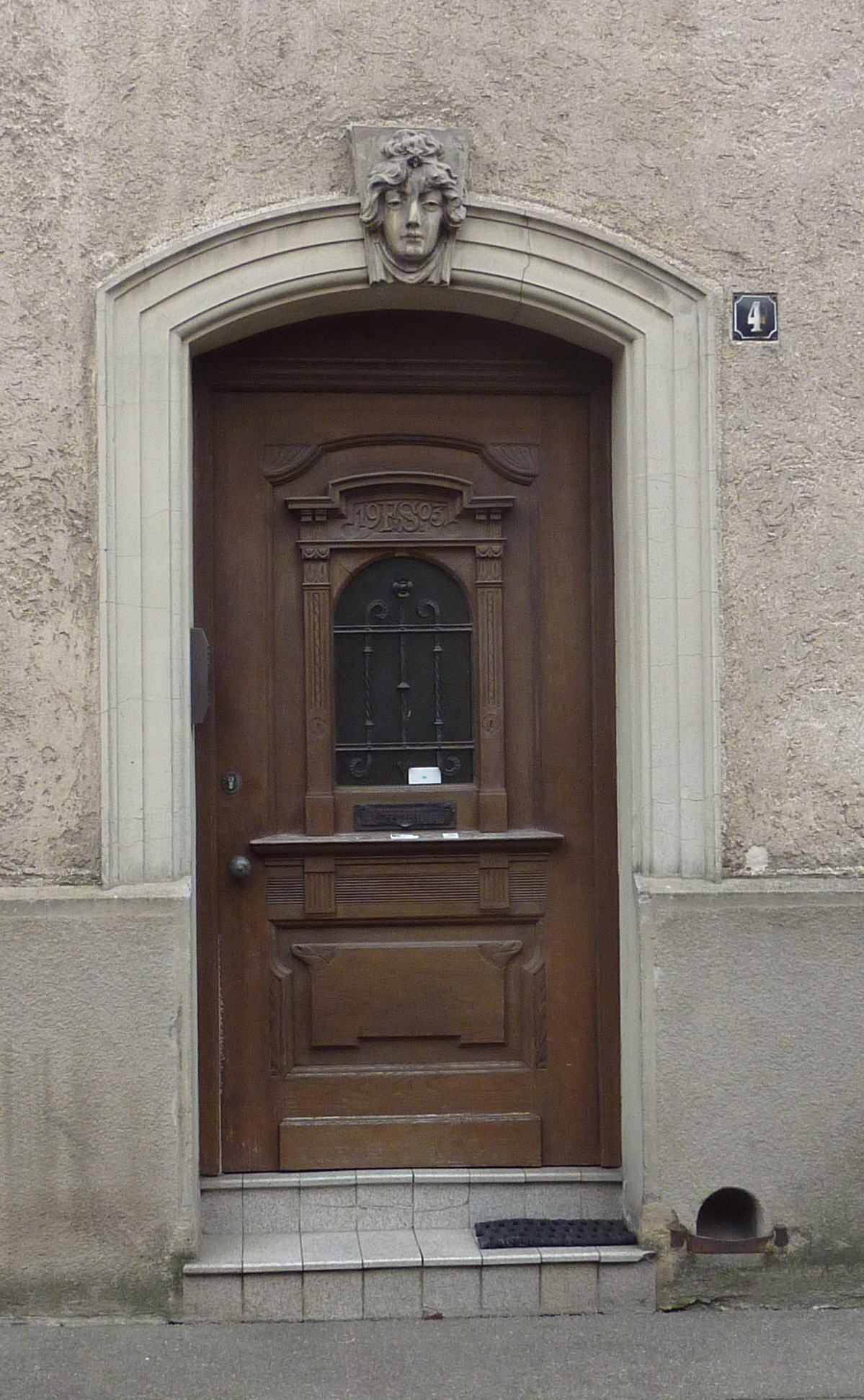
Schäfflerstraße 4 – Haustür
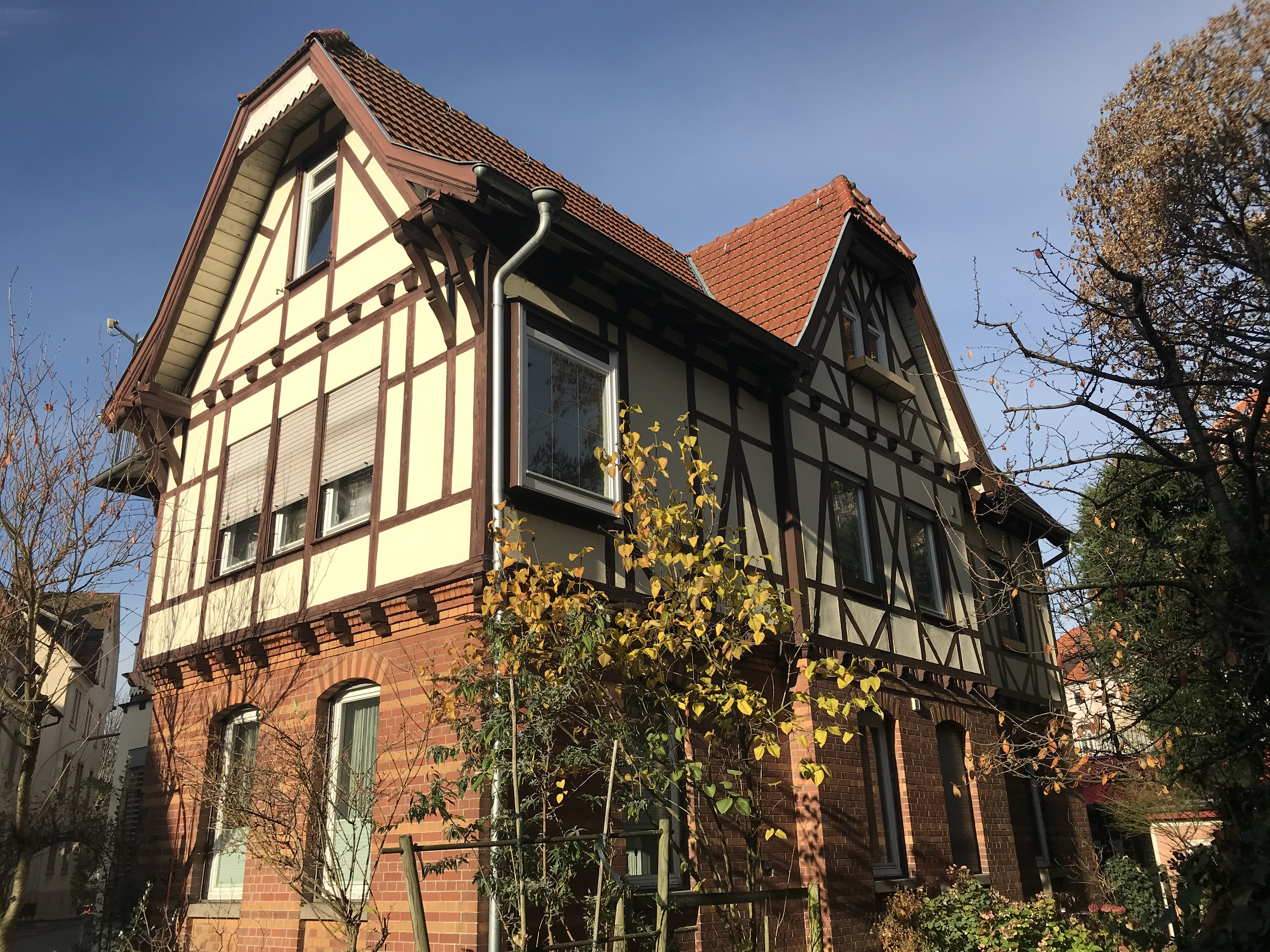
Schäfflerstraße 7